# Cronologia da temporada de furacões no Atlântico de 2020
A temporada de furacões no oceano Atlântico de 2020 foi a mais ativa e a quinta temporada de furacões mais cara já registada. Além disso, a temporada foi a quinta temporada consecutiva de furacões no Atlântico acima do normal. [nb 1] A temporada começou oficialmente em 1 de junho, 2020 e terminou em 30 de novembro, 2020. Essas datas, adotadas por convenção, historicamente delimitam o período de cada ano em que a maioria dos sistemas tropicais atlânticos se forma. Porém, a formação de tempestades é possível em qualquer época do ano, como foi o caso nesta temporada, quando são as duas primeiras, denominadas Tempestade Tropical Arthur e Tempestade Tropical Bertha, formadas em maio. 16 e 27 de maio, respectivamente. A tempestade final da temporada, o furacão Iota, se dissipou em 18 de novembro.
Ao todo, a temporada produziu 30 tempestades nomeadas, superando o antigo recorde de 28, estabelecido em 2005. Destes, 14 tornaram-se furacões, e 6 tornaram-se grandes furacões. [nb 2] Foi a segunda e última temporada de uso do sistema de nomenclatura de tempestade com letras gregas O furacão Laura produziu níveis catastróficos de tempestade, chuvas fortes e gerou mais de uma dúzia de tornados após atingir a Louisiana em 27 de agosto com ventos de 150 mph (240 km/h). A tempestade foi responsável por 81 mortes e causou mais de US $ 19 mil milhões em danos nas Grandes Antilhas e no sul dos Estados Unidos. Causando perdas significativas de vidas no final da temporada e destruição generalizada foram os furacões Eta e Iota de novembro, que atingiram a América Central como categoria 4 tempestades com apenas duas semanas de intervalo. As tempestades deixaram um saldo de 184 mortos e 110 desaparecidos em toda a região, e milhares de famílias perderam suas casas e meios de subsistência.
Em março de 2021, os nomes Laura, Eta e Iota foram retirados da reutilização no Atlântico Norte pela Organização Meteorológica Mundial devido à quantidade extraordinária de danos e mortes que causaram.
Esta linha do tempo documenta formações de ciclones tropicais, fortalecimento, enfraquecimento, aterrissagens, transições extratropicais e dissipações durante a temporada. Inclui informações que não foram divulgadas durante a temporada, o que significa que os dados das análises pós-tempestade do National Hurricane Center, como uma tempestade que não foi avisada inicialmente, foram incluídos.
Por convenção, os meteorologistas usam um fuso horário ao emitir previsões e fazer observações: Tempo Universal Coordenado (UTC), e também usam o relógio de 24 horas (onde 00:00 = meia-noite UTC ). O National Hurricane Center usa ambos UTC e o fuso horário onde o centro do ciclone tropical está localizado atualmente. Os fusos horários utilizados (leste a oeste) são: Greenwich, Cabo Verde, Atlântico, Leste e Central. Nesta linha do tempo, todas as informações são listadas por UTC primeiro, com o respectivo fuso horário regional incluído entre parênteses.

## Linha do tempo

### Maio
16 de maio
- 18:00 UTC (2:00 PM EDT ) em 28° 00′ N, 78° 42′ O  –  Uma depressão tropical se forma de uma ampla área de baixa pressão cerca de 125 mi (205 km) a leste de Melbourne, Flórida.[9]

17 de maio
- 00:00 UTC (8:00 PM EDT 16 de maio) em 28° 54′ N, 78° 00′ O  –  A Depressão Tropical Um se intensifica na Tempestade Tropical Arthur aproximadamente 190 mi (305 km) a leste-nordeste de Cabo Canaveral, Flórida.[9]

19 de maio

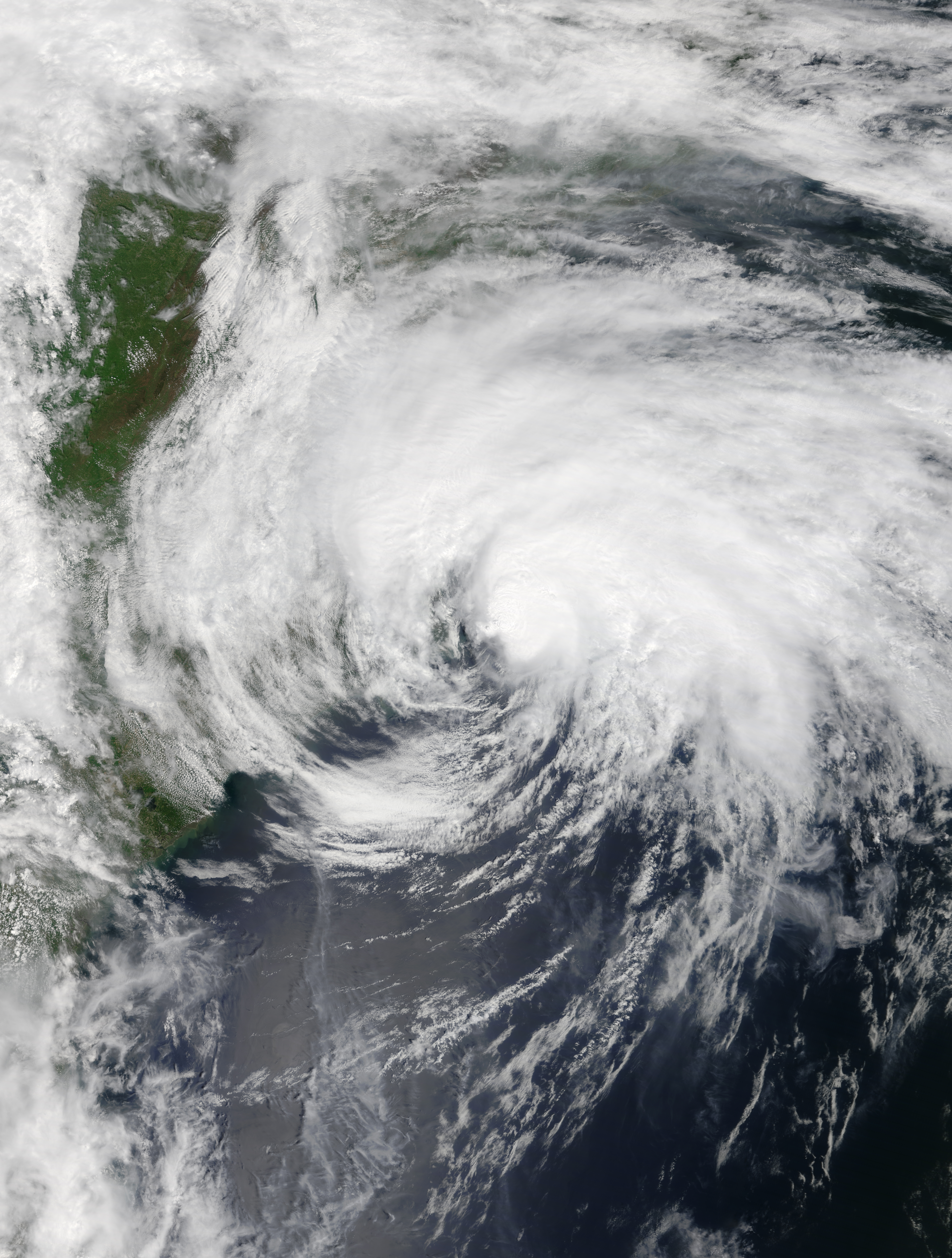
Tempestade tropical Arthur na costa da Carolina do Norte perto do pico de intensidade em 18 de maio

- 06:00 UTC (2:00 a.m. EDT) em 36° 48′ N, 71° 24′ O  –  A tempestade tropical Arthur atinge seu pico de intensidade com ventos sustentados máximos de 97 km/h (60 mph) e uma pressão barométrica mínima de 990 mbar (29,23 inHg), [nb 3] cerca de 190 mi (310 km) a leste-nordeste de Cape Hatteras, North Carolina.[9]
- 12h00 UTC (8:00 a.m. AST ) em 37° 00′ N, 69° 30′ O  –  A tempestade tropical Arthur faz a transição para um ciclone extratropical de aproximadamente 405 mi (650 km) leste-nordeste do Cabo Hatteras, e posteriormente se dissipa.[9]

27 de maio
- 06:00 UTC (2:00 a.m. EDT) em 31° 30′ N, 78° 48′ O  –  A tempestade tropical Bertha se forma a partir de uma baixa fraca e alongada de cerca de 110 mi (175 km) a sudeste de Charleston, a.m.th Carolina.[10]
- 12h UTC (8h EDT) em 32° 36′ N, 79° 30′ O  –  A tempestade tropical Bertha atinge seu pico de intensidade com ventos máximos sustentados de 80 km/h (50 mph) e uma pressão central de 1.005 mbar (29,68 inHg), enquanto localizada a cerca de 35 mi (55 km) leste-sudeste de Charleston.[10]
- 13:30 UTC (9:30 a.m. EDT) em 32° 54′ N, 79° 42′ O  –  A tempestade tropical Bertha atinge a costa perto da Ilha de Palms, na Carolina do Sul, com ventos de 80 km/h (50 mph).[10]
- 18:00 UTC (2:00 PM EDT) em 33° 42′ N, 80° 06′ O  –  A tempestade tropical Bertha enfraquece para uma depressão tropical de aproximadamente 65 mi (105 km) ao norte-noroeste de Charleston.[10]

28 de maio
- 06:00 UTC (2:00 a.m. EDT) em 37° 06′ N, 81° 06′ O  –  Depressão tropical de Bertha transições para um ciclone extratropical cerca de 70 mi (110 km) a sudoeste de Roanoke, Virginia, e depois se dissipa.[10]

### junho
1 de Junho
- A temporada de furacões no oceano Atlântico de 2020 começa oficialmente.[2]
- 18:00 UTC (1:00 PM CDT ) em 19° 24′ N, 90° 54′ O  –  Depressão tropical Três formas dos remanescentes da tempestade tropical Amanda cerca de 40 mi (65 km) ao sudoeste de Campeche, Campeche.[11]

2 de junho
- 12h00 UTC (7:00 a.m. CDT) em 19° 30′ N, 92° 30′ O  –  A Depressão Tropical Três intensifica-se na Tempestade Tropical Cristobal  enquanto se concentra em cerca de 75 mi (120 km) a noroeste de Ciudad del Carmen Campeche.[11]

3 de junho

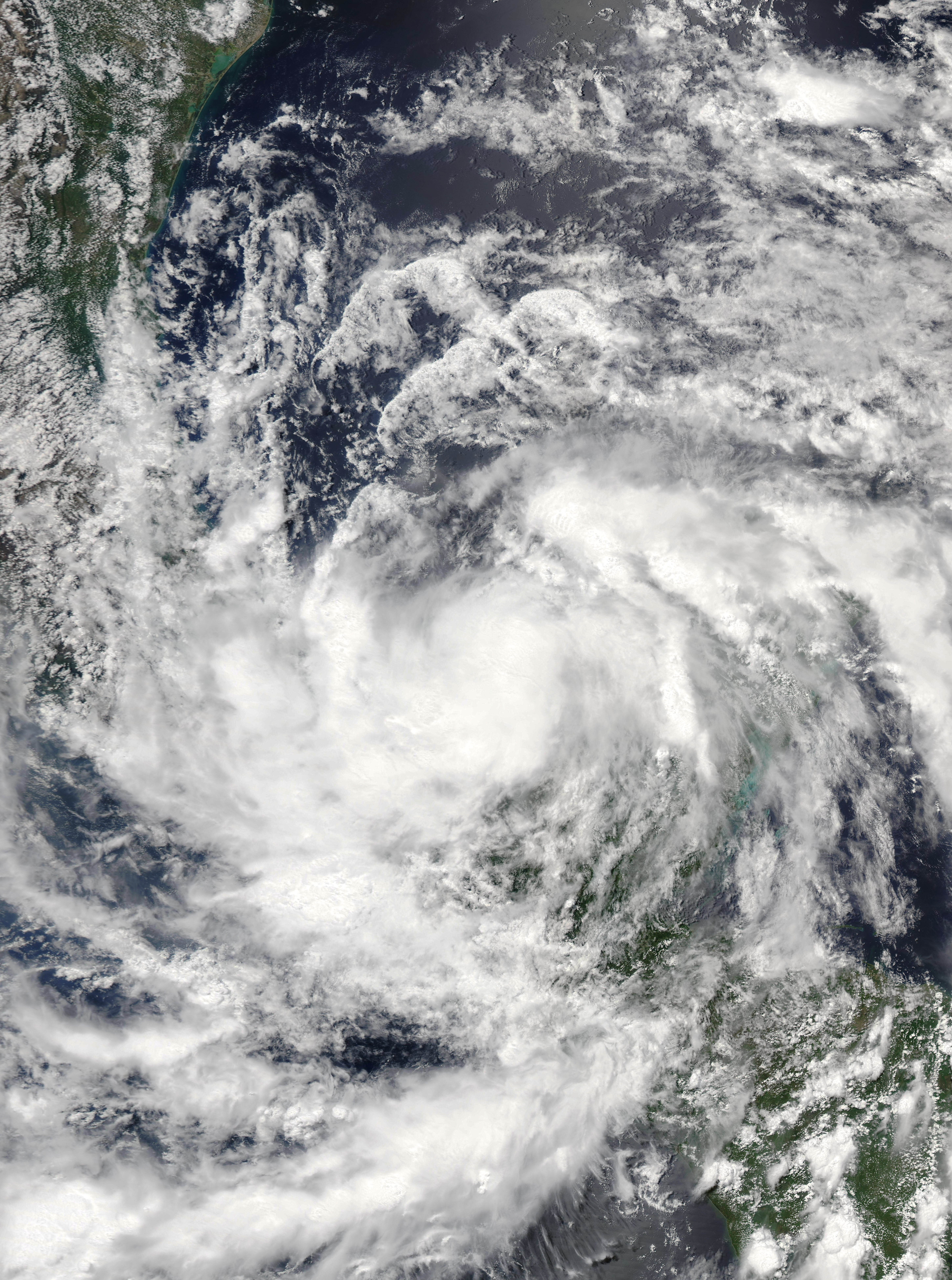
Tempestade tropical Cristobal logo após o desembarque em Campeche em 3 de junho

- 06:00 UTC (1:00 a.m. CDT) em 18° 54′ N, 92° 18′ O  –  A tempestade tropical Cristobal atinge ventos máximos sustentados de 97 km/h (60 mph), enquanto localizado a cerca de 40 mi (65 km) a noroeste de Ciudad del Carmen.[11]
- 13:00 UTC (8:00 a.m. CDT) em 18° 42′ N, 92° 06′ O  –  A tempestade tropical Cristobal faz seu primeiro desembarque perto de Atasta, Campeche, cerca de 35 mi ((55 km) a oeste de Ciudad del Carmen, com ventos sustentados de 97 km/h (60 mph) e uma pressão barométrica central de 993 mbar (29,32 inHg).[11]

4 de junho
- 12h00 UTC (7:00 a.m. CDT) em 17° 42′ N, 91° 12′ O  –  A tempestade tropical Cristobal enfraquece para uma depressão tropical de cerca de 70 mi (110 km) a sudeste de Ciudad del Carmen, perto da fronteira entre Guatemala e México.[11]

5 de junho
- 06:00 UTC (1:00 a.m. CDT) em 18° 36′ N, 90° 06′ O  –  Depressão Tropical Cristobal se fortalece para uma tempestade tropical de cerca de 90 mi (150 km) sul-sudeste de Campeche.[11]

6 de junho
- 00:00 UTC (7:00 PM CDT 5 de junho) em 22° 00′ N, 90° 00′ O  –  A tempestade tropical Cristobal atinge ventos máximos sustentados de 97 km/h (60 mph), enquanto centrado em cerca de 50 mi (85 km) ao norte-noroeste de Progreso, Yucatán.[11]

7 de junho
- 22:00 UTC (5:00 PM CDT) em 29° 18′ N, 89° 48′ O  –  A tempestade tropical Cristobal faz seu segundo desembarque por volta de 10 mi (20 km) a leste de Grand Isle, Louisiana, com ventos de 80 km/h (50 mph) e uma pressão central de 990 mbar (29,23 inHg).[11]

8 de junho
- 12h00 UTC (7:00 a.m. CDT) em 31° 42′ N, 91° 30′ O  –  A tempestade tropical Cristobal enfraquece para uma depressão tropical de cerca de 10 mi (20 km) a oeste-noroeste de Natchez, Mississippi.[11]

9 de junho
- 18:00 UTC (1:00 PM CDT) em 40° 18′ N, 91° 42′ O  –  Depressão Tropical Cristobal atinge pressão mínima de 988 mbar (29,18 inHg), enquanto localizado a cerca de 145 mi (230 km) ao norte-noroeste de St. Louis, Misa.m.ri.[11]

10 de junho
- 00:00 UTC (7:00 PM CDT, 9 de junho) em 42° 36′ N, 90° 48′ O  –  A depressão tropical de Cristobal se torna uma baixa extratropical enquanto centrada em cerca de 15 mi (30 km) ao norte-noroeste de Dubuque, Iowa, e posteriormente se dissipa.[11]

22 de junho
- 12h00 UTC (8:00 a.m. AST) em 38° 24′ N, 66° 54′ O  –  Depressão subtropical Quatro formas de uma ampla área de superfície não tropical de baixa pressão de cerca de 405 mi (650 km) leste-sudeste de Cape Cod, Massachusetts.[12]

23 de junho
- 06:00 UTC (2:00 a.m. AST) em 39° 00′ N, 63° 54′ O  –  A Depressão Subtropical Quatro intensifica-se na Tempestade Subtropical Dolly cerca de 405 mi (655 km) ao sul de Halifax, Nova Scotia.[12]
- 12h00 UTC (8:00 a.m. AST) em 39° 24′ N, 62° 42′ O  –  A tempestade subtropical Dolly transita para uma tempestade tropical e, simultaneamente, atinge seu pico de intensidade com 72 km/h (45 mph) ventos máximos sustentados e pressão barométrica mínima de 1.000 mbar (29,53 inHg), enquanto localizado a cerca de 370 mi (600 km) sul-sudeste de Halifax.[12]

24 de junho
- 06:00 UTC (2:00 a.m. AST) em 41° 00′ N, 59° 36′ O  –  A tempestade tropical Dolly degenera em um remanescente de cerca de 340 mi (545 km) a sudeste de Halifax, Nova Scotia, e subsequentemente abre em uma depressão de superfície.[12]

### julho
4 de julho
- 12h00 UTC (8:00 a.m. AST) em 30° 54′ N, 69° 24′ O  –  Depressão tropical Cinco formas de uma área não tropical de baixa pressão, enquanto centradas em cerca de 290 mi (465 km) oeste-sudoeste das Bermudas.[13]

6 de julho
- 00:00 UTC (20:00 AST, 5 de julho) em 36° 24′ N, 58° 30′ O  –  A Depressão Tropical Cinco se fortalece na Tempestade Tropical Edouard, cerca de 455 nmi (730 km) a nordeste das Bermudas.[13]
- 18:00 UTC (14:00 AST) em 41° 42′ N, 47° 48′ O  –  A tempestade tropical Edouard atinge seu pico de intensidade com ventos máximos sustentados de 72 km/h (45 mph) e uma pressão barométrica mínima de 1.005 mbar (29,68 inHg), cerca de 430 mi (695 km) a sudeste de Cape Race, Newfoundland.[13]

7 de julho
- 00:00 UTC (8:00 PM AST, 6 de julho) em 43° 36′ N, 44° 06′ O  –  Tempestade tropical Edouard torna-se extratropical por volta de 490 mi (785 km) leste-sudeste de Cape Race Newfoundland e, subsequentemente, se dissipa.[13]

9 de julho

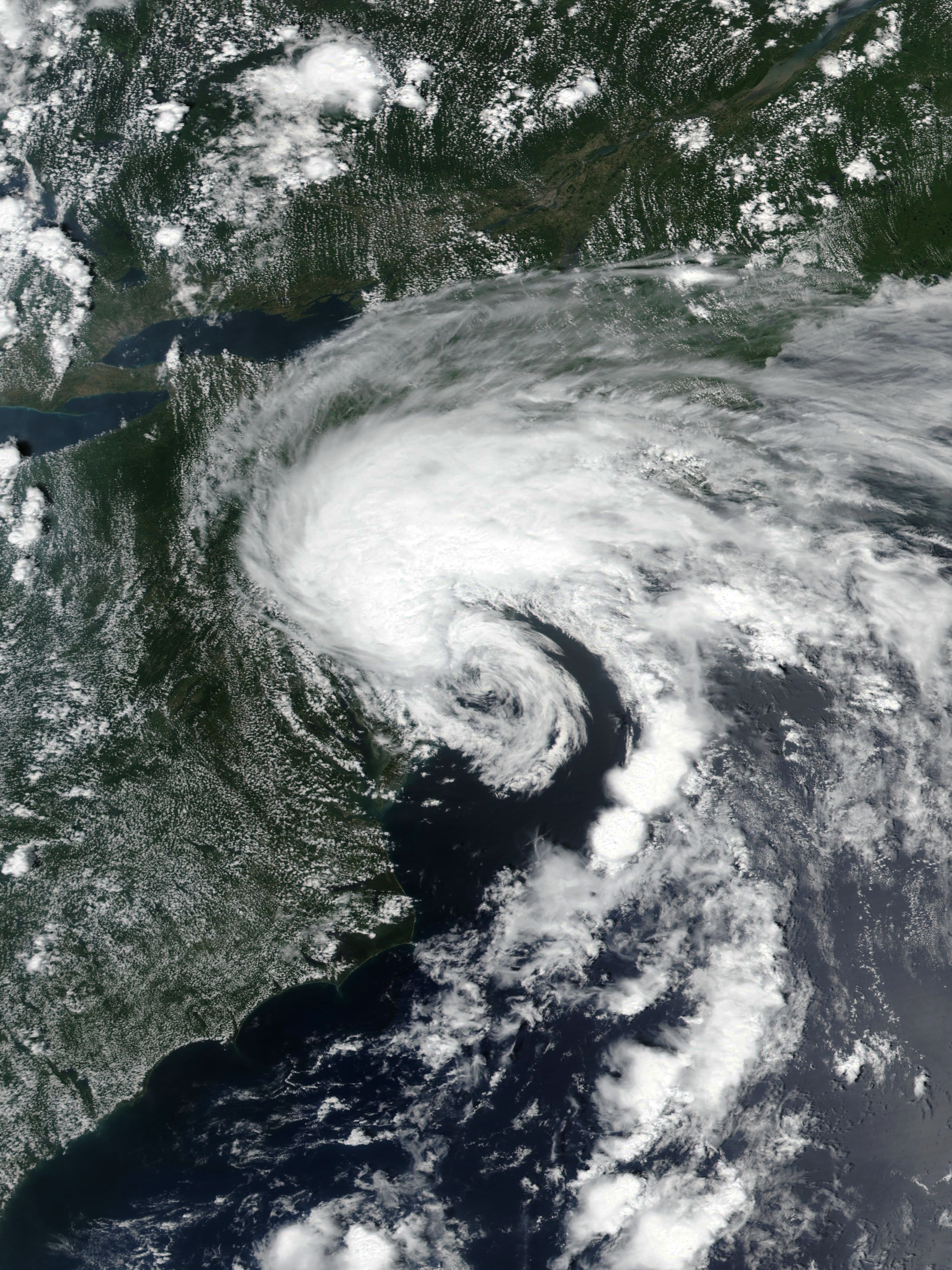
A tempestade tropical Fay atinge seu pico de intensidade pouco antes da chegada da terra em Nova Jersey em 10 de julho

- 18:00 UTC (2:00 PM EDT) em 35° 24′ N, 74° 54′ O  –  A tempestade tropical Fay se desenvolve a partir de um complexo de tempestades associadas a uma área de baixa pressão de cerca de 40 mi (65 km) a leste-nordeste de Cape Hatteras, North Carolina.[14]

10 de julho
- 18:00 UTC (2:00 PM EDT) em 38° 54′ N, 74° 24′ O  –  A tempestade tropical Fay atinge seu pico de intensidade com ventos sustentados máximos de 72 km/h (45 mph) e uma pressão barométrica mínima de 998 mbar (29,47 inHg), cerca de 25 mi (35 km) leste-sudeste de Cape May, New Jersey.[14]
- 20:00 UTC (4:00 PM EDT) em 39° 24′ N, 74° 24′ O  –  A tempestade tropical Fay atinge o continente cerca de 10 mi (15 km) ao norte-nordeste de Atlantic City, New Jersey, com ventos sustentados máximos de 80 km/h (50 mph).[14]

11 de julho
- 06:00 UTC (2:00 a.m. EDT) em 41° 30′ N, 74° 12′ O  –  A tempestade tropical Fay enfraquece para uma baixa remanescente no interior, cerca de 50 mi (80 km) ao norte de Nova York, Nova York, e mais tarde é absorvido por uma baixa de latitude média maior.[14]

21 de julho
- 18:00 UTC (2:00 PM AST) em 9° 42′ N, 40° 00′ O  –  Depressão tropical Sete formas de um amplo sistema de baixa pressão movendo-se lentamente para o oeste dentro da Zona de Convergência Intertropical, cerca de 1.440 mi (2.315 km) a leste do sul das Ilhas de Barlavento.[15]

22 de julho
- 06:00 UTC (2:00 a.m. AST) em 9° 48′ N, 41° 54′ O  –  A depressão tropical sete intensifica-se na tempestade tropical Gonzalo, cerca de 1.320 mi (2.120 km) a leste do sul das Ilhas de Barlavento.[15]

23 de julho
- 00:00 UTC (7:00 PM CDT, 22 de julho) em 25° 42′ N, 88° 18′ O  –  Depressão tropical Oito formas de uma onda tropical sobre o Golfo do México central, cerca de 240 mi (390 km) sul-sudeste da foz do rio Mississippi.[16]
- 06:00 UTC (2:00 a.m. AST) em 9° 42′ N, 46° 36′ O  –  A tempestade tropical Gonzalo atinge seu pico de intensidade de 105 km/h (65 mph) ventos máximos sustentados e pressão barométrica mínima de 997 mbar (hPa; 29,44 inHg), embora localizado a cerca de 690 mi (1.110 km) a leste do sul das Ilhas de Barlavento.[15]

24 de julho
- 00:00 UTC (7:00 PM CDT, 23 de julho) em 26° 12′ N, 91° 06′ O  –  A Depressão Tropical Oito se transforma em Tempestade Tropical Hanna cerca de 230 mi (370 km) sul-sudoeste da foz do rio Mississippi.[16]

25 de julho

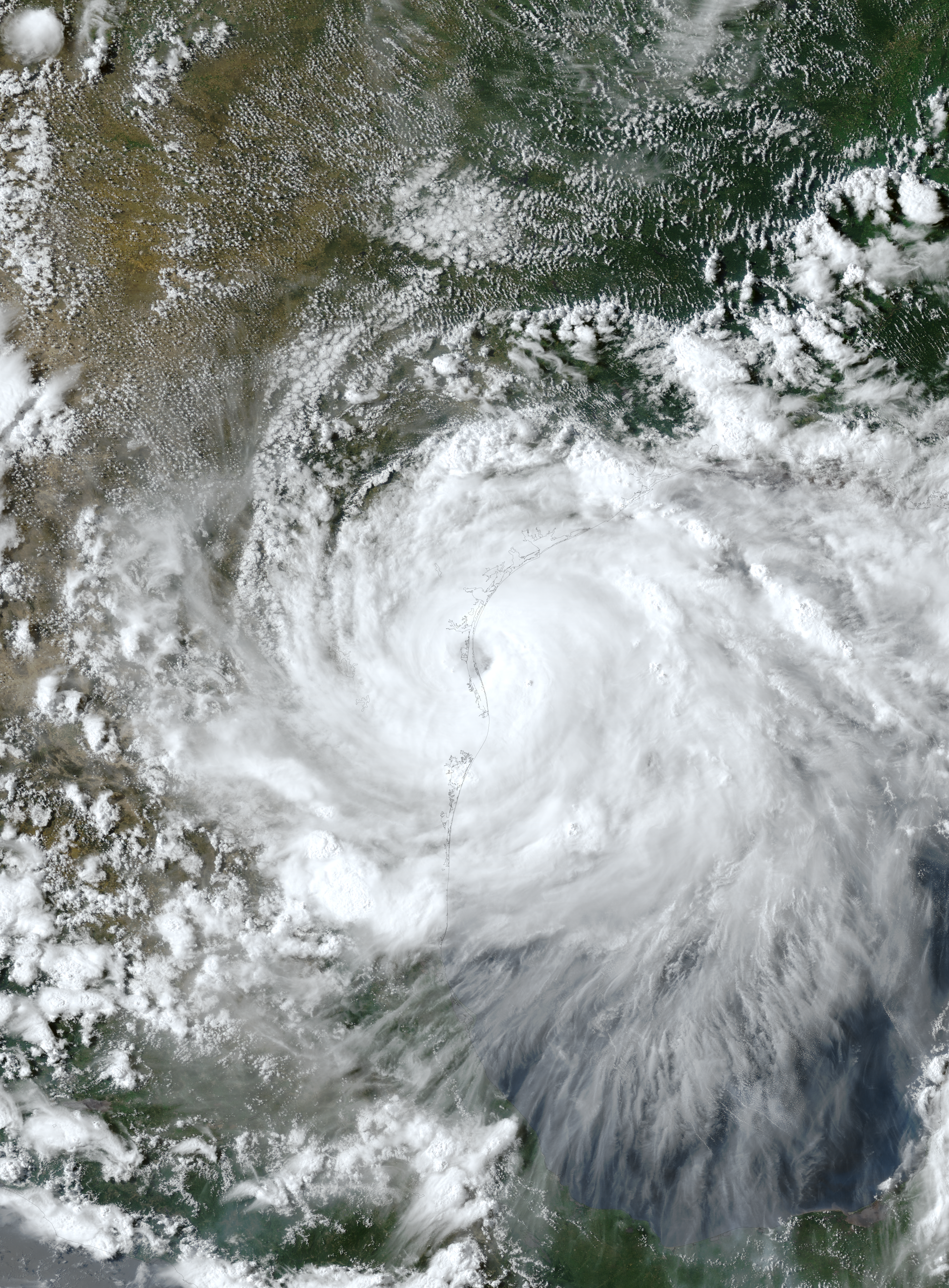
Furacão Hanna com intensidade máxima atingindo o Texas em 25 de julho

- 12h00 UTC (7:00 a.m. CDT) em 27° 06′ N, 96° 00′ O  –  A tempestade tropical Hanna se intensifica em uma furacão categoria 1 cerca de 90 mi (150 km) a leste-nordeste de Port Mansfield, Texas.[16]
- 15:30 UTC (11:30 a.m. AST) em 10° 30′ N, 61° 00′ O  –  A tempestade tropical Gonzalo enfraquece para uma depressão tropical pouco antes de atingir a costa leste de Trinidad, perto da praia de Manzanilla, e mais tarde degenera em um vale aberto.[15]
- 18:00 UTC (1:00 PM CDT) em 26° 54′ N, 96° 48′ O  –  O furacão Hanna atinge seu pico de intensidade com ventos sustentados máximos de 140 km/h (90 mph) e pressão barométrica mínima de 973 mbar (28,73 inHg), próximo à costa do sul do Texas.[16]
- 22:00 UTC (5:00 PM CDT) em 26° 48′ N, 97° 18′ O  –  O furacão Hanna atinge a ilha Padre, no Texas, com ventos sustentados máximos de 140 km/h (90 mph).[16]
- 23:15 UTC (6:15 PM CDT) em 26° 42′ N, 97° 30′ O  –  O furacão Hanna faz uma segunda queda por cerca de 10 mi (20 km) ao norte-noroeste de Port Mansfield, com ventos máximos sustentados de 140 km/h (90 mph).[16]

26 de julho
- 06:00 UTC (1:00 a.m. CDT) em 26° 30′ N, 98° 30′ O  –  O furacão Hanna se torna uma tempestade tropical de cerca de 70 mi (110 km) a oeste-sudoeste de Port Mansfield, Texas.[16]
- 18:00 UTC (1:00 PM CDT) em 25° 48′ N, 100° 18′ O  –  A tempestade tropical Hanna enfraquece para uma depressão tropical de cerca de 10 mi (15 km) ao norte de Monterrey, Nuevo León, e se dissipa logo depois.[16]

30 de julho
- 00:00 UTC (8:00 pm AST 29 de julho) às15° 48′ N, 65° 42′ O  –  A tempestade tropical Isaias se forma a partir de uma onda tropical de cerca de 140 mi (220 km) ao sul de Ponce, Porto Rico.[17]
- 16h15 UTC (12:15 PM AST) em 18° 24′ N, 69° 18′ O  –  A tempestade tropical Isaias atinge a costa perto de San Pedro de Macorís, na República Dominicana.[17]

31 de julho
- 00:00 UTC (8:00 PM AST 30 de julho) em 19° 54′ N, 71° 12′ O  –  Tempestade tropical Isaias se fortalece em uma furacão categoria 1 após emergir ao largo da costa norte de Hispaniola, cerca de 45 mi (70 km) ao norte-noroeste de Puerto Plata, República Dominicana.[17]
- 09:00 UTC (5:00 a.m. EDT) em 20° 54′ N, 73° 24′ O  –  O furacão Isaias atinge a ilha Great Inagua, Bahamas, com ventos sustentados de 130 km/h (80 mph).[17]
- 18:00 UTC (8:00 PM CVT ) em 15° 30′ N, 19° 42′ O  –  Depressão tropical Dez formas de uma onda tropical de cerca de 230 mi (370 km) a leste das ilhas de Cabo Verde mais orientais.[18]

### agosto
1 de agosto

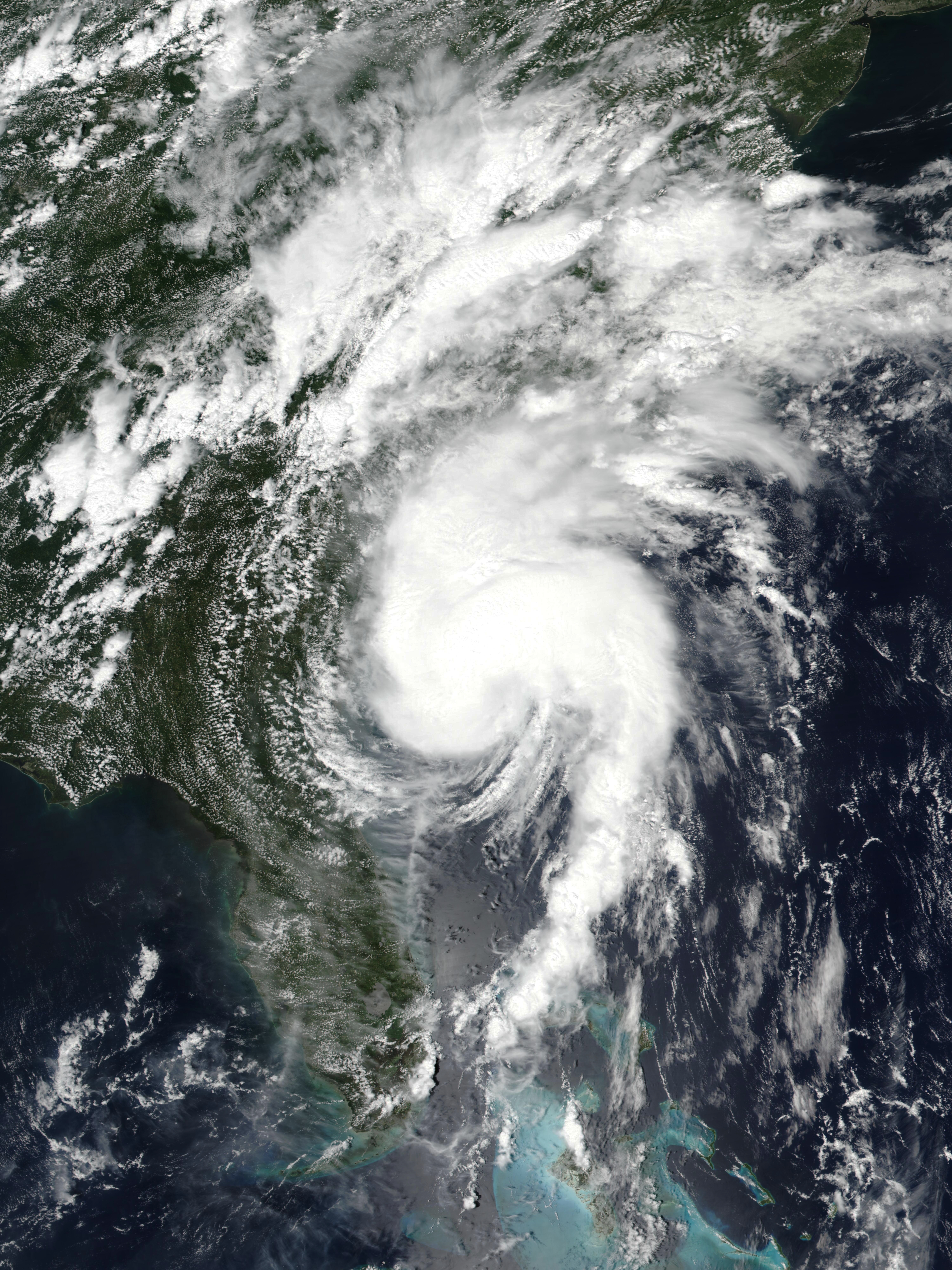
Furacão Isaias se intensificando perto das Carolinas em 3 de agosto

- 13:00 UTC (9:00 a.m. EDT) em 24° 24′ N, 77° 42′ O  –  O furacão Isaias atinge a Ilha de Andros, Bahamas, com ventos sustentados de 130 km/h (80 mph).[17]
- 18:00 UTC (2:00 PM EDT) em 24° 48′ N, 79° 18′ O  –  O furacão Isaias se torna uma tempestade tropical de cerca de 115 mi (185 km) ao sul de Freeport, Bahamas.[17]

2 de agosto
- 00:00 UTC (11:00 PM CVT, 1º de agosto) em 19° 30′ N, 25° 00′ O  –  A Depressão Tropical Dez degenera para um mínimo remanescente, enquanto localizada a cerca de 230 mi (370 km) ao norte das ilhas de Cabo Verde, e posteriormente se dissipa.[18]

3 de agosto
- 18:00 UTC (2:00 PM EDT) em 31° 12′ N, 79° 42′ O  –  A tempestade tropical Isaias recupera a força do furacão cerca de 115 mi (185 km) ao sul de Charleston, a.m.th Carolina.[17]

4 de agosto
- 00:00 UTC (20h00 EDT, 3 de agosto) em 32° 48′ N, 79° 06′ O  –  O furacão Isaias atinge seu pico de intensidade com ventos sustentados máximos de 140 km/h (90 mph) e uma pressão barométrica mínima de 986 mbar (29,12 inHg), enquanto localizado a cerca de 60 mi (100 km) a leste de Charleston, a.m.th Carolina.[17]
- 03:10 UTC (11:10 PM EDT, 3 de agosto) em 33° 54′ N, 78° 30′ O  –  O furacão Isaias faz seu quarto e último golpe de terra perto de Ocean Isle Beach, Carolina do Norte, com ventos máximos de 140 km/h (90 mph).[17]
- 06:00 UTC (2:00 a.m. EDT) em 35° 00′ N, 78° 06′ O  –  O furacão Isaias enfraquece o interior para uma tempestade tropical de cerca de 60 mi (95 km) a sudoeste de Greenville, Carolina do Norte.[17]

5 de agosto
- 00:00 UTC (8:00 PM EDT, 4 de agosto) em 44° 00′ N, 73° 06′ O  –  A tempestade tropical Isaias faz a transição para uma baixa extratropical, enquanto localizada a cerca de 5 mi (10 km) ao norte-noroeste de Rutland, Vermont e, posteriormente, se dissipa.[17]

11 de agosto
- 06:00 UTC (2:00 a.m. AST) em 11° 24′ N, 36° 48′ O  –  Depressão tropical onze formas de uma onda tropical de cerca de 920 mi (1.480 km) oeste-sudoeste das ilhas de Cabo Verde.[19]

13 de agosto
- 12h00 UTC (8:00 a.m. AST) em 13° 24′ N, 48° 36′ O  –  A Depressão Tropical Onze se torna a Tempestade Tropical Josephine, aproximadamente 1.035 mi (1.665 km) leste-sudeste das Ilhas Leeward do norte.[19]

14 de agosto
- 12h00 UTC (8:00 a.m. EDT) em 36° 36′ N, 74° 12′ O  –  A tempestade tropical Kyle se desenvolve a partir de um sistema convectivo de mesoescala cerca de 105 mi (165 km) a leste-nordeste de Duck, Carolina do Norte.[20]
- 18:00 UTC (2:00 PM AST) em 17° 24′ N, 55° 36′ O  –  A tempestade tropical Josephine atinge seu pico de intensidade com ventos sustentados máximos de 72 km/h (45 mph) e uma pressão mínima de 1.004 mbar (29,65 inHg), enquanto localizado a cerca de 460 mi (740 km) a leste das Ilhas Leeward do norte.[19]

15 de agosto
- 12h00 UTC (2:00 a.m. AST) em 38° 48′ N, 66° 42′ O  –  A tempestade tropical Kyle atinge seu pico de intensidade com ventos sustentados máximos de 80 km/h (50 mph) e uma pressão mínima de 1.000 mbar (29,53 inHg), cerca de 230 mi (370 km) a sudeste de Cape Cod, Massachusetts.[20]

16 de agosto
- 00:00 UTC (8:00 PM AST, 15 de agosto) em 39° 42′ N, 61° 36′ O  –  A tempestade tropical Kyle se torna extratropical aproximadamente 545 mi (880 km) a sudoeste de Cape Race, Newfoundland, e é absorvido por uma frente estacionária próxima.[20]
- 06:00 UTC (2:00 a.m. AST) em 20° 00′ N, 63° 24′ O  –  A tempestade tropical Josephine enfraquece para uma depressão tropical de aproximadamente 105 mi (170 km) ao norte do norte das ilhas de Sotavento, e mais tarde se dissipa.[19]

20 de agosto
- 00:00 UTC14° 24′ N, 47° 18′ O  –  Depressão tropical Treze formas de uma onda tropical de cerca de 980 mi (1.575 km) leste-sudeste de Antigua.[21]

21 de agosto
- 06:00 UTC (2:00 EDT) em 15° 18′ N, 82° 54′ O  –  Depressão tropical Quatorze formas de uma onda tropical de cerca de 30 mi (45 km) a nordeste de Cabo Gracias a Dios, na fronteira entre Honduras e Nicarágua.[22]
- 12h UTC (8h AST) em 17° 00′ N, 59° 24′ O  –  A Depressão Tropical Treze se intensifica na Tempestade Tropical Laura, cerca de 255 mi (415 km) a leste das Ilhas Leeward do norte.[21]
- 20:30 UTC (16:30 AST) em 17° 06′ N, 61° 48′ O  –  A tempestade tropical Laura atinge a costa de Antígua com ventos sustentados de 72 km/h (45 mph).[21]
- 23:30 UTC (19:30 AST) em 17° 06′ N, 62° 36′ O  –  A tempestade tropical Laura atinge a costa de Nevis com ventos sustentados de 72 km/h (45 mph).[21]

22 de agosto
- 00:00 UTC (20:00 EDT, 21 de agosto) em 18° 18′ N, 84° 36′ O  –  A Depressão Tropical Quatorze intensifica-se e torna -se a Tempestade Tropical Marco por volta de 210 mi (340 km) sudeste de Cozumel, Quintana Roo.[22]

23 de agosto

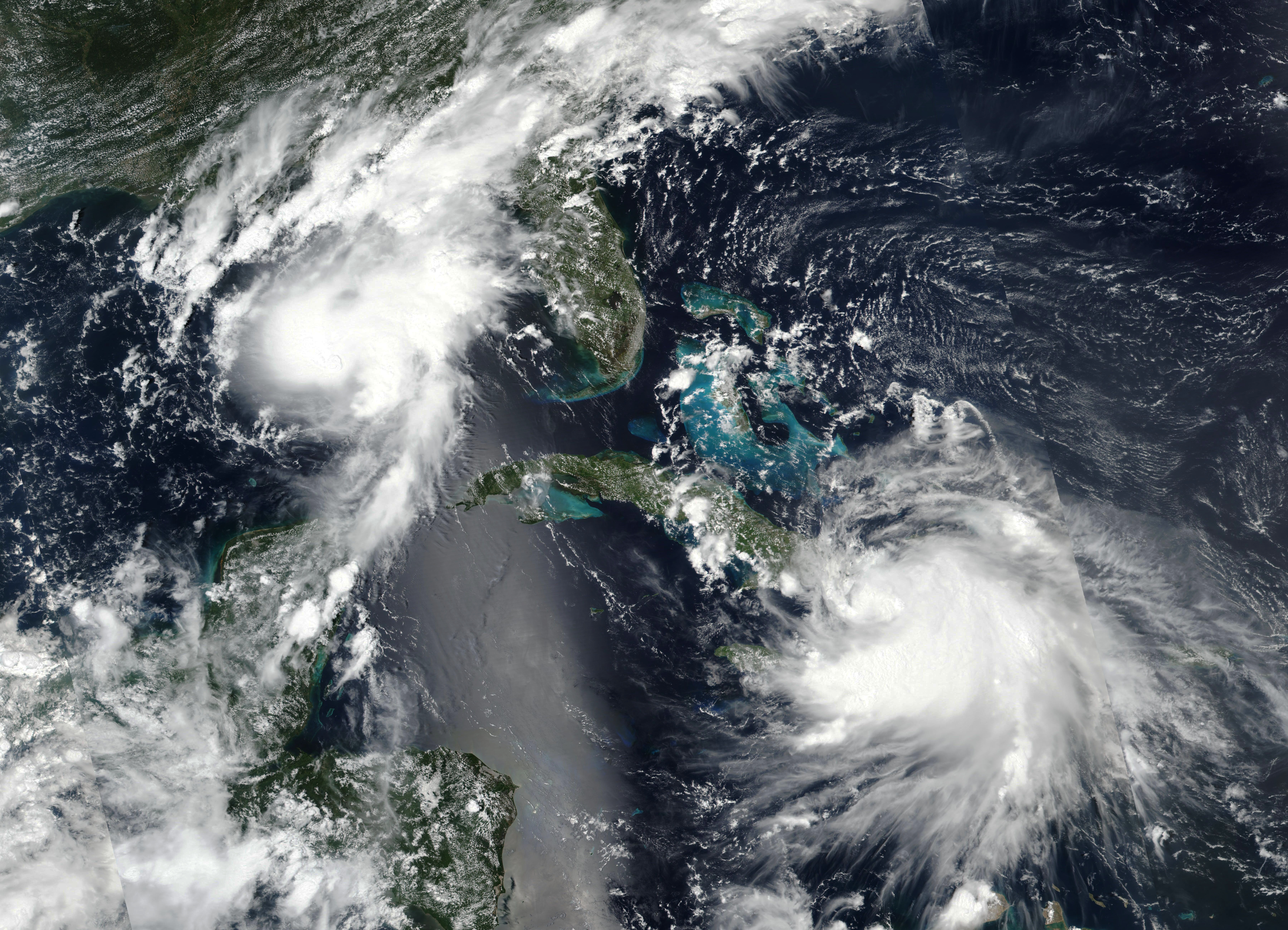
Marco sobre o Golfo do México e Laura sobre Hispaniola em 23 de agosto

- 04:30 UTC (12:30 a.m. AST) em 18° 24′ N, 70° 00′ O  –  A tempestade tropical Laura atinge o continente por volta de 25 mi (35 km) a oeste de Santo Domingo, República Dominicana, com ventos sustentados de 80 km/h (50 mph).[21]
- 12h00 UTC (7:00 a.m. CDT) em 24° 18′ N, 87° 12′ O  –  Tempestade tropical Marco se fortalece para uma furacão categoria 1 cerca de 210 mi (340 km) a noroeste do extremo oeste de Cuba, e simultaneamente atinge seu pico de intensidade com ventos sustentados máximos de 75 mph (121 km/h) e pressão mínima de 991 mbar (29,26 inHg).[22]

24 de agosto
- 00:00 UTC (19:00 CDT, 23 de agosto) em 26° 24′ N, 87° 36′ O  –  O furacão Marco se torna uma tempestade tropical de cerca de 265 mi (426 km) sul-sudeste da foz do rio Mississippi.[22]
- 14h UTC (22h EDT, 23 de agosto) em 20° 00′ N, 76° 36′ O  –  A tempestade tropical Laura atinge a costa perto de Uvero, na província de Santiago de Cuba, com ventos sustentados de 105 km/h (65 mph).[21]

25 de agosto
- 00:00 UTC (20:00 EDT, 24 de agosto) em 22° 18′ N, 83° 18′ O  –  A tempestade tropical Laura atinge a costa perto de Playa de las Tunas, na província de Pinar del Río, com ventos sustentados de 105 km/h (65 mph).[21]
- 00:00 UTC (19:00 CDT, 24 de agosto) em 28° 54′ N, 89° 18′ O  –  A tempestade tropical Marco passa cerca de 10 mi (20 km) ao sul da foz do rio Mississippi, e enfraquece para uma depressão tropical logo depois.[22]
- 06:00 UTC (01:00 CDT) em 28° 42′ N, 90° 30′ O  –  Depressão tropical Marco degenera em um remanescente baixo cerca de 80 mi (130 km) oeste-sudoeste da foz do rio Mississippi, e mais tarde deságua em um vale.[22]
- 12h00 UTC (8:00 a.m. EDT) em 23° 24′ N, 86° 12′ O  –  Tempestade tropical Laura se fortalece para uma furacão categoria 1 cerca de 430 mi (695 km) sul-sudeste da foz do rio Mississippi.[21]

26 de agosto
- 06:00 UTC (1:00 a.m. CDT) em 25° 36′ N, 90° 12′ O  –  Furacão Laura se intensifica para categoria 2 força cerca de 360 mi (580 km) ao sul-sudeste de Lake Charles, Louisiana.[21]
- 12:00 UTC (7:00 a.m. CDT) em 26° 24′ N, 91° 24′ O  –  Furacão Laura se intensifica para categoria 3 força cerca de 200 mi (320 km) ao sul-sudeste de Lake Charles.[21]
- 18:00 UTC (1:00 PM CDT) em 27° 18′ N, 92° 30′ O  –  Furacão Laura se intensifica para categoria 4 força cerca de 200 mi (320 km) ao sul-sudeste de Lake Charles.[21]

27 de agosto
- 00:00 UTC (19:00 CDT, 26 de agosto) em 28° 30′ N, 93° 00′ O  –  O furacão Laura atinge seu pico de intensidade com ventos sustentados máximos de 240 km/h (150 mph) e pressão mínima 937 mbar (27,67 inHg), cerca de 120 mi (190 km) ao sul de Lake Charles.[21]
- 06:00 UTC (01:00 CDT) em 29° 48′ N, 93° 18′ O  –  O furacão Laura atinge a costa perto de Cameron, Louisiana, com ventos sustentados de 240 km/h (150 mph).[21]
- 09:00 UTC (4:00 a.m. CDT) em 30° 30′ N, 93° 24′ O  –  Furacão Laura enfraquece para categoria 3 força no interior cerca de 30 mi (50 km) ao norte-noroeste de Lake Charles.[21]
- 10h UTC (5h CDT) em 30° 42′ N, 93° 24′ O  –  Furacão Laura enfraquece para categoria 2 força cerca de 45 mi (70 km) ao norte-noroeste de Lake Charles.[21]
- 14:00 UTC (9:00 a.m. CDT) em 31° 42′ N, 93° 06′ O  –  Furacão Laura enfraquece para categoria 1 força cerca de 65 mi (105 km) ao sul-sudeste de Shreveport, Louisiana.[21]
- 17:00 UTC (12:00 PM CDT) em 32° 36′ N, 92° 54′ O  –  Furacão Laura enfraquece para força de tempestade tropical cerca de 50 mi (80 km) leste-sudeste de Shreveport.[21]

28 de agosto
- 06:00 UTC (01:00 CDT) em 35° 24′ N, 92° 00′ O  –  A tempestade tropical Laura enfraquece para uma depressão tropical de cerca de 50 mi (85 km) ao norte-nordeste de Little Rock, Arkansas.[21]

29 de agosto
- 06:00 UTC (2:00 EDT) em 38° 18′ N, 84° 48′ O  –  Depressão tropical Laura degenera em uma baixa remanescente de cerca de 55 mi (85 km) a leste de Louisville, Kentucky, e mais tarde é absorvido por outra baixa.[21]

31 de agosto
- 12:00 UTC (8:00 a.m. EDT) em 31° 30′ N, 77° 24′ O  –  A Depressão Tropical Quinze desenvolve-se a partir de uma baixa não tropical de cerca de 150 mi (240 km) ao sul-sudeste de Wilmington, Carolina do Norte.[23]

### setembro
dia 1 de Setembro
- 06:00 UTC (2:00 a.m. AST) em 15° 54′ N, 75° 12′ O  –  A tempestade tropical Nana se desenvolve rapidamente a partir de uma onda tropical de cerca de 180 mi (290 km) sudeste de Kingston, Jamaica. [nb 6]
- 12h00 UTC (8:00 a.m. EDT) em 34° 36′ N, 73° 42′ O  –  A Depressão Tropical Quinze intensifica-se na Tempestade Tropical Omar cerca de 115 mi (185 km) sudeste do Cabo Hatteras, Carolina do Norte, e simultaneamente atinge seu pico de intensidade com ventos sustentados de 64 km/h (40 mph) e uma pressão mínima de 1.003 mbar (29,6 inHg).[23]

3 de setembro

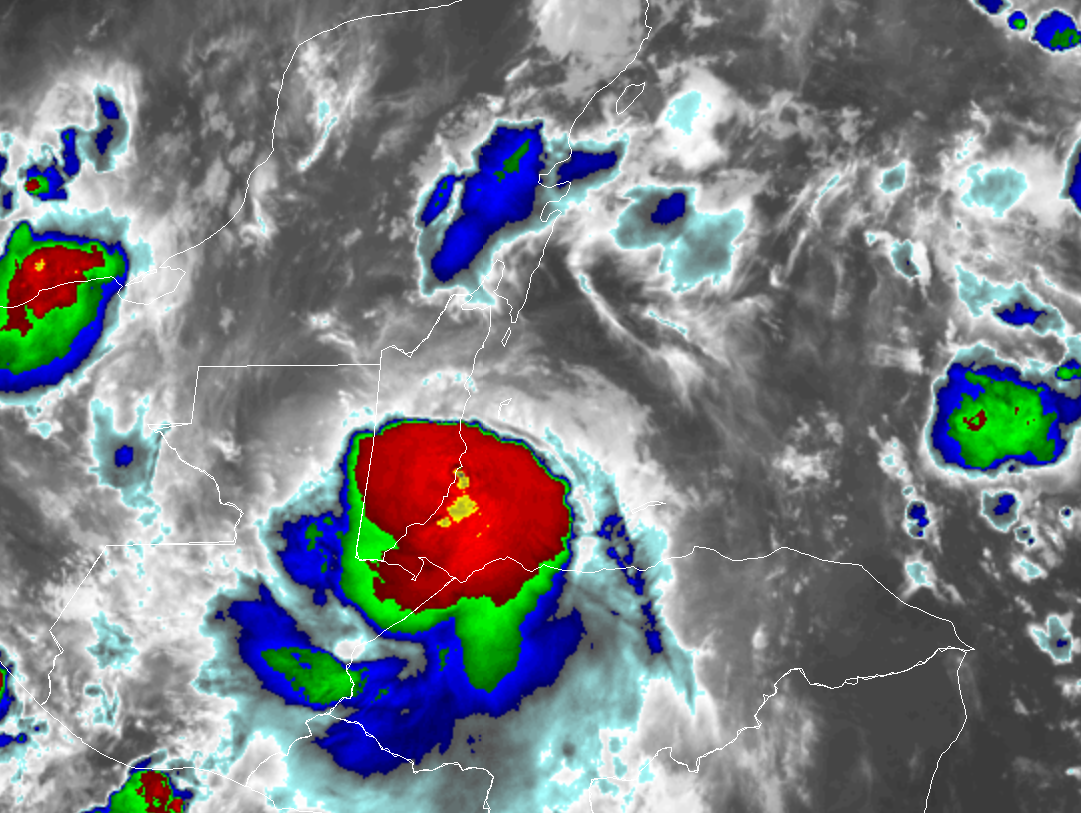
Imagens infravermelhas do furacão Nana em pico de intensidade enquanto atingia a costa de Belize em 3 de setembro

- 00:00 UTC (8:00 PM AST, 2 de setembro) em 36° 12′ N, 64° 48′ O  –  A tempestade tropical Omar enfraquece para uma depressão tropical de cerca de 265 mi (426 km) ao norte das Bermudas.[23]
- 03:00 UTC (10:00 PM CDT, 2 de setembro) em 16° 54′ N, 87° 30′ O  –  Tempestade tropical Nana se torna uma furacão categoria 1 cerca de 60 mi (95 km) a sudeste da cidade de Belize, Belize, e simultaneamente atinge seu pico de intensidade com ventos sustentados de 121 km/h (75 mph) e uma pressão central mínima de 994 mbar (29,36 inHg).
- 06:00 UTC (1:00 a.m. CDT) em 16° 48′ N, 88° 18′ O  –  O furacão Nana atinge a terra com ventos máximos estimados em 75 mph (121 km/h) perto de Sittee Point, cerca de 50 mi (80 km) ao sul da cidade de Belize.
- 12h UTC (7h CDT) em 16° 24′ N, 89° 36′ O  –  O furacão Nana se torna uma tempestade tropical de cerca de 120 mi (195 km) ao sudoeste da cidade de Belize.
- 18:00 UTC (1:00 PM CDT) em 16° 06′ N, 90° 30′ O  –  A tempestade tropical Nana enfraquece para uma depressão tropical de cerca de 120 mi (195 km) ao norte da Cidade da Guatemala, Guatemala.

4 de setembro
- 00:00 UTC (7:00 pm, 3 de setembro) em 15° 48′ N, 91° 24′ O  –  Depressão tropical Nana degenera em um remanescente baixo cerca de 105 mi (165 km) a noroeste da Cidade da Guatemala e se dissipa logo em seguida.

5 de setembro
- 18:00 UTC (2:00 PM AST) em 37° 42′ N, 57° 06′ O  –  Depressão tropical Omar degenera em um remanescente baixo cerca de 575 mi (925 km) a nordeste das Bermudas, sendo posteriormente absorvido por um sistema frontal.[23]

07 de setembro

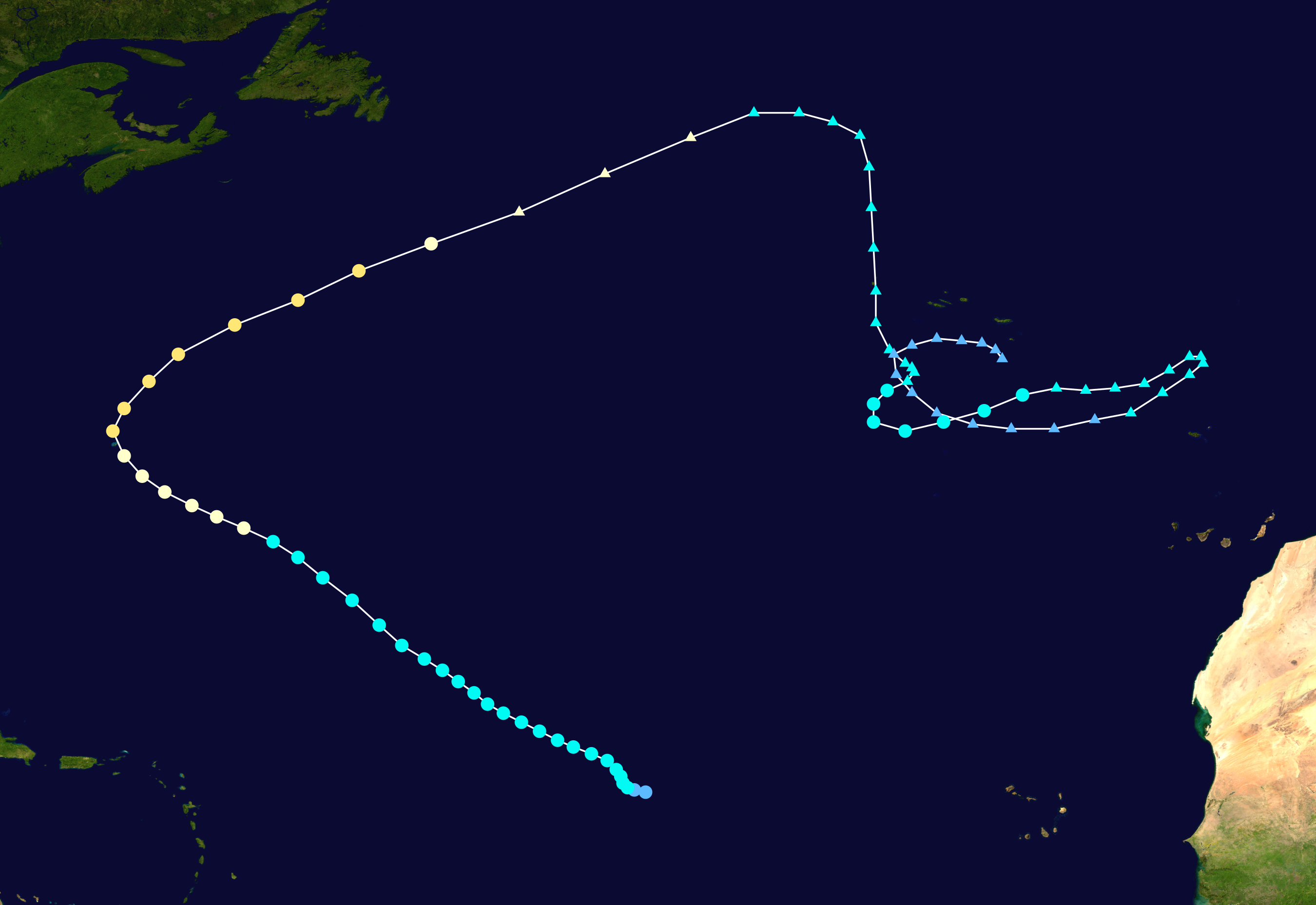
Mapa traçando a trilha e a intensidade de Paulette, a tempestade mais duradoura da temporada

- 00:00 UTC (20:00 AST, 6 de setembro) em 16° 54′ N, 41° 18′ O  –  Depressão tropical Dezessete formas de uma onda tropical de cerca de 1,150 mi (1,850 km) oeste das ilhas de Cabo Verde.[24]
- 06:00 UTC (05:00 CVT) em 15° 12′ N, 19° 48′ O  –  A Depressão Tropical Dezoito desenvolve-se a partir de uma onda tropical de aproximadamente 200 mi (320 km) a leste das ilhas de Cabo Verde mais orientais.[25]
- 12h UTC (8h AST) em 17° 06′ N, 42° 06′ O  –  A Depressão Tropical Dezessete se torna a Tempestade Tropical Paulette cerca de 1,380 mi (2,220 km) leste das Ilhas Leeward do norte.[24]
- 18:00 UTC (17:00 CVT) em 15° 54′ N, 21° 48′ O  –  A Depressão Tropical Dezoito torna-se Tempestade Tropical Rene cerca de 105 mi (170 km) Este-Sudeste da Ilha do Sal.[25]

8 de setembro
- 18:00 UTC (17:00 CVT) em 16° 36′ N, 27° 06′ O  –  A tempestade tropical Rene enfraquece de volta para uma depressão tropical de cerca de 90 mi (150 km) a oeste da Ilha de Santo Antão.[25]

9 de setembro
- 12h UTC (8h AST) em 17° 18′ N, 31° 12′ O  –  Depressão tropical René se fortalece para uma tempestade tropical de cerca de 405 mi (650 km) a oeste do noroeste das Ilhas de Cabo Verde.[25]

10 de setembro
- 12h UTC (8h AST) em 18° 24′ N, 35° 18′ O  –  A tempestade tropical René atinge seu pico de velocidade do vento sustentado de 72 km/h (45 mph) enquanto localizado a cerca de 670 mi (1.080 km) a oeste-noroeste das ilhas de Cabo Verde a noroeste.[25]

11 de setembro
- 18:00 UTC (14:00 EDT) em 25° 24′ N, 78° 36′ O  –  Depressão tropical dezenove formas de uma área de clima perturbado entre a Ilha de Andros e Bimini nas Bahamas, aproximadamente 115 mi (185 km) leste-sudeste de Miami, Flórida.[26]

12 de setembro
- 06:00 UTC (2:00 EDT) em 25° 36′ N, 80° 12′ O  –  A Depressão Tropical de Dezenove atinge o continente cerca de 10 mi (20 km) a leste de Cutler Bay, Flórida, com ventos de 56 km/h (35 mph).[26]
- 06:00 UTC (2:00 AST) em 11° 00′ N, 31° 24′ O  –  Depressão tropical Vinte formas de uma forte onda tropical de cerca de 575 mi (925 km) a sudoeste das ilhas de Cabo Verde.[27]
- 12h UTC (8h AST) em 22° 48′ N, 44° 00′ O  –  A tempestade tropical Rene enfraquece para uma depressão tropical de cerca de 1.150 mi (1.850 km) leste-nordeste das Ilhas Leeward do norte.[25]
- 12h UTC (8h EDT) em 25° 30′ N, 80° 48′ O  –  A Depressão Tropical Dezenove torna -se a Tempestade Tropical Sally, enquanto o centro estava localizado sobre os Everglades a cerca de 160 km/h (100 mph) a oeste de Homestead, Flórida.[26]
- 15:00 UTC (11:00) às25° 36′ N, 81° 30′ O  –  A tempestade tropical Sally surge sobre o Golfo do México, cerca de 40 mi (65 km) ao sul-sudeste de Naples, Flórida.[26]

13 de setembro
- 00:00 UTC (20:00 AST) 12 de setembro) em 28° 36′ N, 59° 06′ O  –  Tempestade tropical Paulette se fortalece em uma furacão categoria 1 cerca de 415 mi (668 km) sudeste de Tucker's Town, Bermuda.[24]

14 de setembro

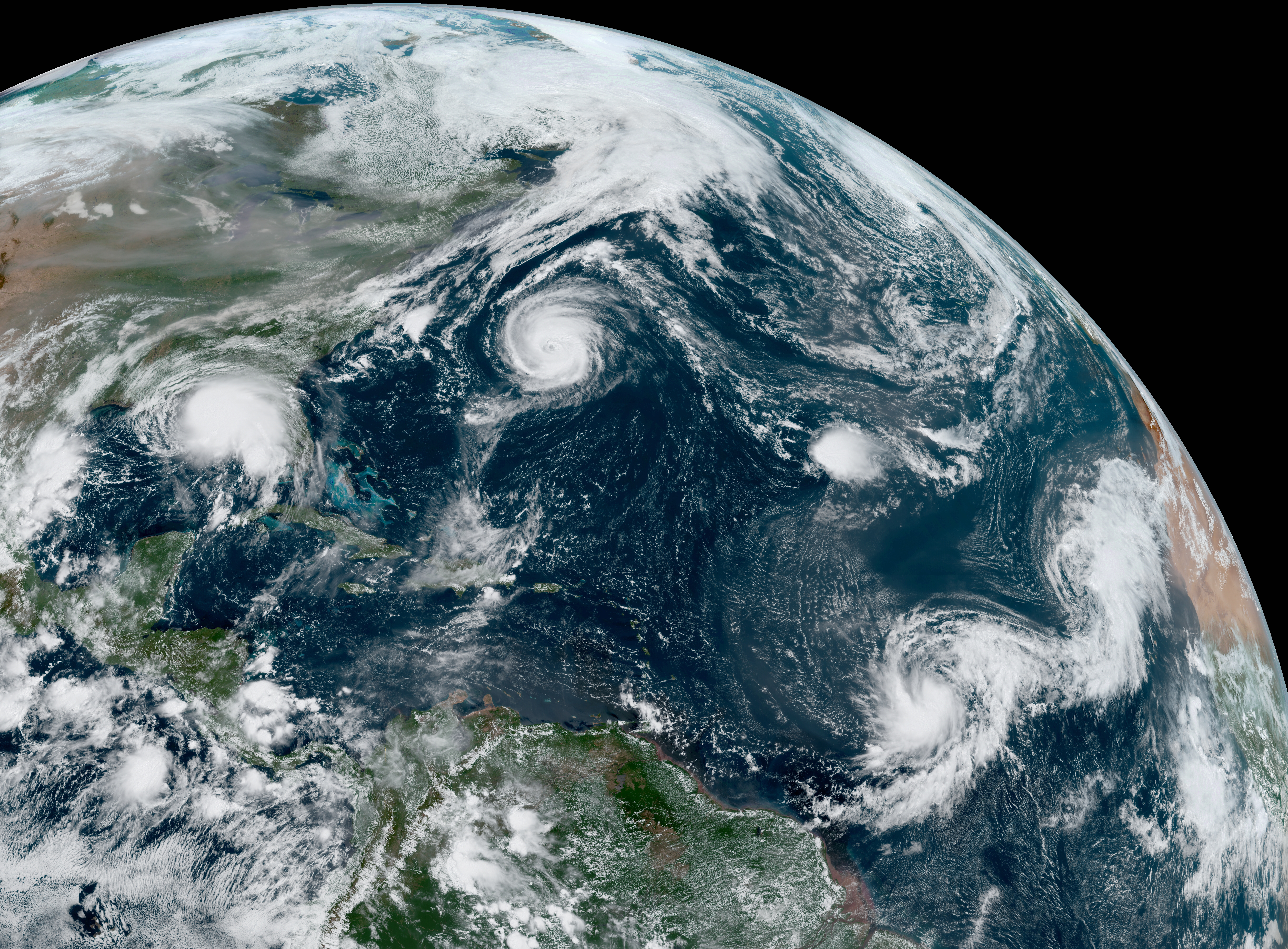
Cinco ciclones tropicais simultâneos ativos no Atlântico em 14 de setembro: Sally (esquerda), Paulette (centro à esquerda), Rene (centro à direita), Teddy (canto inferior direito) e Vicky (extrema direita)

- 00:00 UTC (20:00 AST, 13 de setembro) em 12° 54′ N, 38° 42′ O  –  A Depressão Tropical Vinte se fortalece em Tempestade Tropical Teddy cerca de 1.125 mi (1.725 km) a leste das Pequenas Antilhas.[27]
- 00h00 UTC (23h00 CVT, 13 de setembro) em 17° 30′ N, 28° 12′ O  –  A Depressão Tropical Vinte e Um se forma a partir de uma onda tropical de cerca de 195 mi (314 km) oeste do noroeste das ilhas de Cabo Verde.[28]
- 06:00 UTC (01:00 CDT) em 28° 12′ N, 86° 30′ O  –  Tempestade tropical Sally se torna uma furacão categoria 1 cerca de 145 mi (230 km) ao sul de Pensacola, Florida.[26]
- 06:00 UTC (05:00 CVT) em 18° 00′ N, 28° 18′ O  –  A Depressão Tropical Vinte e Um se fortalece e se torna a Tempestade Tropical Vicky por volta de 215 mi (345 km) oeste-noroeste do noroeste das ilhas de Cabo Verde.[28]
- 08:50 UTC (04:50 AST) em 32° 18′ N, 64° 42′ O  –  O furacão Paulette atinge a terra perto de Tucker's Town, nas Bermudas, como uma furacão categoria 2 com ventos sustentados de 160 km/h (100 mph) e uma pressão mínima de 970 mbar (28,64 inHg).[24]
- 15:00 UTC (11:00 AST) em 27° 30′ N, 48° 18′ O  –  Depressão tropical René se abre em uma depressão de aproximadamente 1.035-1.120 mi (1.665-1.805 km) a nordeste das ilhas de Sotavento do norte e, posteriormente, se dissipa.[25]
- 18:00 UTC (14:00 AST) em 33° 54′ N, 64° 24′ O  –  O furacão Paulette atinge seu pico de intensidade com ventos máximos de 169 km/h (105 mph) e uma pressão mínima de 965 mbar (28,50 inHg), cerca de 115 mi (180 km) ao norte das Bermudas.[24]

15 de setembro
- 12h UTC (8h AST) em 20° 30′ N, 30° 48′ O  –  A tempestade tropical Vicky atinge seu pico de intensidade com ventos sustentados de 80 km/h (50 mph) e uma pressão de 1.001 mbar (29,52 inHg), cerca de 435 mi (705 km) a noroeste do noroeste das ilhas de Cabo Verde.[28]

16 de setembro
- 00:00 UTC (20:00 AST, 15 de setembro) em 14° 42′ N, 48° 00′ O  –  Tempestade tropical Teddy se torna uma furacão categoria 1 cerca de 805 mi (1,296 km) leste-nordeste de Barbados.[27]
- 06:00 UTC (2:00 AST) em 41° 12′ N, 50° 48′ O  –  Furacão Paulette enfraquece para categoria 1 força, cerca de 395 mi (640 km) leste-sudeste de Cape Race, Newfoundland.[24]
- 06:00 UTC (01:00 CDT) em 29° 54′ N, 87° 54′ O  –  O furacão Sally se intensifica para uma furacão categoria 2 quando sua parede do olho norte começa a se mover para a costa do Condado de Baldwin, Alabama.[26]
- 09:45 UTC (04:45 CDT) em 30° 18′ N, 87° 42′ O  –  O furacão Sally atinge seu pico de intensidade ao atingir a costa de Gulf Shores, no Alabama, com ventos máximos de 180 km/h (110 mph) e uma pressão central mínima de 965 mbar (28,50 inHg).[26]
- 12h UTC (8h AST) em 42° 36′ N, 46° 54′ O  –  O furacão Paulette completa sua transição para um ciclone extratropical com força de furacão cerca de 405 mi (650 km) a sudeste de Cape Race, Newfoundland.[24]
- 12h UTC (8h AST) em 16° 06′ N, 49° 18′ O  –  Furacão Teddy aumenta para categoria 2 intensidade cerca de 720 mi (1.160 km) leste-nordeste de Barbados.[27]
- 18:00 UTC (13:00 CDT) em 31° 06′ N, 87° 12′ O  –  O furacão Sally se torna uma tempestade tropical de cerca de 60 mi (95 km) a nordeste de Gulf Shores.[26]

17 de setembro
- 06:00 UTC (01:00 CDT) em 32° 06′ N, 86° 06′ O  –  A tempestade tropical Sally enfraquece para uma depressão tropical de cerca de 25 mi (35 km) ao sul-sudeste de Montgomery, Alabama.[26]
- 06:00 UTC (6:00 GMT ) às38° 18′ N, 18° 06′ O  –  Subtropical Storm Alpha se desenvolve a partir de uma área extratropical de baixa pressão de cerca de 405 mi (652 km) leste dos Açores.[29]
- 12h UTC (7h CDT) em 32° 36′ N, 85° 12′ O  –  Depressão tropical Sally se torna uma baixa extratropical sobre o leste do Alabama e, subsequentemente, é absorvida por uma frente fria.[26]
- 12h UTC (8h AST) em 18° 54′ N, 52° 48′ O  –  Furacão Teddy torna-se uma furacão categoria 3 cerca de 575 mi (925 km) leste-nordeste de Guadalupe.[27]
- 12h UTC (8h AST) em 21° 36′ N, 37° 36′ O  –  A tempestade tropical Vicky enfraquece para uma depressão tropical, cerca de 865 mi (1.395 km) oeste-noroeste do noroeste das ilhas de Cabo Verde.[25]
- 12h UTC (7h CDT) em 21° 30′ N, 94° 42′ O  –  A Depressão Tropical Vinte e Duas formas sobre o Golfo do México sudoeste de uma área de clima perturbado, cerca de 350 mi (560 km) ao sul-sudeste de Brownsville, Texas.[30]
- 18:00 UTC (14:00 AST) em 19° 42′ N, 53° 42′ O  –  Furacão Teddy atinge categoria 4 força cerca de 540 mi (870 km) leste-nordeste de Guadalupe.[27]
- 18:00 UTC (14:00 AST) em 21° 18′ N, 38° 42′ O  –  Depressão tropical de Vicky se torna uma baixa remanescente por volta de 920 mi (1,480 km) oeste-noroeste do noroeste das ilhas de Cabo Verde e, subsequentemente, se dissipa.[28]
- 18:00 UTC (14:00 AST) em 10° 48′ N, 28° 06′ O  –  A tempestade tropical Wilfred se desenvolve a partir de uma onda tropical de cerca de 345 mi (555 km) a sudoeste do extremo sul das ilhas de Cabo Verde.[31]

18 de setembro
- 00:00 UTC (20:00 AST, 17 de setembro) em 20° 24′ N, 54° 24′ O  –  O furacão Teddy atinge seu pico de intensidade com 230 km/h (140 mph) ventos máximos e pressão mínima de 945 mbar (27,91 inHg), cerca de 525 mi (845 km) leste-nordeste de Guadalupe.[27]
- 00:00 UTC (12:00 GMT) em 36° 42′ N, 13° 06′ O  –  A tempestade subtropical Alpha atinge seu pico de intensidade com ventos sustentados de 80 km/h (50 mph) e uma pressão mínima de 996 mbar (29,41 inHg), cerca de 260 mi (420 km) oeste-sudoeste de Lisboa, Portugal.[29]
- 00:00 UTC (20:00 AST, 17 de setembro) em 11° 06′ N, 29° 18′ O  –  A tempestade tropical Wilfred atinge seu pico de intensidade com ventos sustentados de 64 km/h (40 mph) e uma pressão mínima de 1.006 mbar (29,71 inHg), cerca de 830 mi (1.340 km) oeste-sudoeste das ilhas de Cabo Verde.[31]
- 12h UTC (8h AST) em 21° 42′ N, 55° 48′ O  –  Furacão Teddy enfraquece para categoria 3 força cerca de 505 mi (815 km) leste-nordeste de Guadalupe.[27]
- 18:00 UTC (13:00 CDT) em 24° 06′ N, 93° 06′ O  –  A Depressão Tropical Vinte e Dois se Torna Tempestade Tropical Beta cerca de 300 mi (480 km) a sudeste de Brownsville.[30]
- 18:40 UTC (18:40 GMT) em 40° 00′ N, 8° 54′ O  –  A tempestade subtropical Alpha atinge o continente cerca de 10 mi (16 km) sul da Figueira da Foz, Portugal, com ventos estimados em 50 mph (80 km/h).[29]

19 de setembro
- 00:00 UTC (12:00 GMT) em 40° 36′ N, 7° 36′ O  –  A tempestade subtropical Alpha torna-se uma depressão subtropical no interior sobre o centro -norte de Portugal, cerca de 15 mi (30 km) a sudeste de Viseu, e depois se dissipa.[29][32]
- 06:00 UTC (2:00 AST) em 37° 42′ N, 31° 06′ O  –  Ciclone extratropical Paulette enfraquece para um nível extratropical de cerca de 115 mi (185 km) sudoeste dos Açores.[24]

20 de setembro
- 00:00 UTC (20:00 AST, 19 de setembro) em 26° 54′ N, 60° 48′ O  –  Furacão Teddy enfraquece para categoria 2 força cerca de 435 mi (700 km) ao sul-sudeste das Bermudas.[27]
- 12h UTC (7h CDT) em 27° 06′ N, 92° 48′ O  –  Tempestade tropical Beta atinge velocidade máxima do vento de 105 km/h (65 mph), cerca de 200 mi (320 km) a sudeste de Galveston, Texas.[30]
- 12h UTC (8h AST) em 15° 24′ N, 43° 12′ O  –  A tempestade tropical Wilfred enfraquece para uma depressão tropical de aproximadamente 1.150 mi (1.850 km) a leste das Ilhas Leeward.[31]
- 18:00 UTC (18:00 GMT) em 34° 42′ N, 30° 36′ O  –  Remanescentes de Paulette se reorganizam em uma tempestade tropical de cerca de 230 mi (370 km) sul-sudoeste dos Açores.[24]
- 18:00 UTC (14:00 AST) em 28° 30′ N, 63° 18′ O  –  Furacão Teddy enfraquece para uma furacão categoria 1 cerca de 270 mi (435 km) ao sul-sudeste das Bermudas.[27]

21 de setembro
- 00:00 UTC (19:00 CDT, 20 de setembro) em 27° 30′ N, 94° 06′ O  –  Tempestade tropical Beta atinge pressão mínima de 993 mbar (30,47 inHg), cerca de (120 mi (195 km) ao sul-sudeste de Galveston.[30]
- 00:00 UTC (20:00 AST, 20 de setembro) em 15° 48′ N, 46° 42′ O  –  Depressão tropical Wilfred degenera em uma depressão de aproximadamente 920 mi (1.480 km) a leste das ilhas de Sotavento mais ao norte.[31]

22 de setembro
- 00:00 UTC (12:00 GMT) em 33° 48′ N, 26° 18′ O  –  A tempestade tropical Paulette atinge um pico secundário de velocidade do vento de 97 km/h (60 mph), cerca de 1.060 mi (1.705 km) a sul-sudeste dos Açores.[24]
- 00:00 UTC (20:00 AST, 21 de setembro) em 34° 36′ N, 61° 24′ O  –  Furacão Teddy se fortalece para uma furacão categoria 2 cerca de 250 mi (400 km) a nordeste das Bermudas.[27]
- 14h45 UTC (21h45 CDT, 21 de setembro) em 28° 24′ N, 96° 24′ O  –  A tempestade tropical Beta atinge a extremidade sul da Península de Matagorda, perto de Port O'Connor, Texas, com ventos máximos próximos a 80 km/h (50 mph).[30][33]
- 12:00 UTC (12:00 GMT) em 34° 48′ N, 23° 06′ O  –  A tempestade tropical Paulette degenera em uma baixa remanescente novamente cerca de 690 mi (1.110 km) a sudeste dos Açores, e subsequentemente dissipa.[24]
- 12h UTC (8h AST) em 39° 06′ N, 63° 30′ O  –  O furacão Teddy atinge um pico secundário de velocidade do vento de 169 km/h (105 mph), cerca de 365 mi (590 km) ao sul de Halifax, Nova Scotia.[27]
- 18:00 UTC (14:00 AST) em 40° 18′ N, 64° 12′ O  –  Furacão Teddy enfraquece para categoria 1 força, cerca de 300 mi (480 km) ao sul de Halifax.[27]
- 18:00 UTC (13:00 CDT) em 28° 54′ N, 96° 30′ O  –  A tempestade tropical Beta enfraquece para uma depressão tropical no interior, cerca de 30 mi (45 km) ao norte-noroeste da Baía de Matagorda.[30]

23 de setembro
- 00:00 UTC (20:00 AST, 22 de setembro) em 41° 54′ N, 64° 12′ O  –  O furacão Teddy passa para um nível extratropical de cerca de 190 mi (310 km) ao sul de Halifax, e é subsequentemente absorvido por uma baixa non-tropical[27]
- 00:00 UTC (19:00 CDT, 22 de setembro) em 29° 00′ N, 95° 48′ O  –  A Depressão Tropical Beta se torna extratropical por volta de 75 mi (120 km) a leste de Victoria e, posteriormente, se dissipa.[30]

### Outubro
2 de outubro

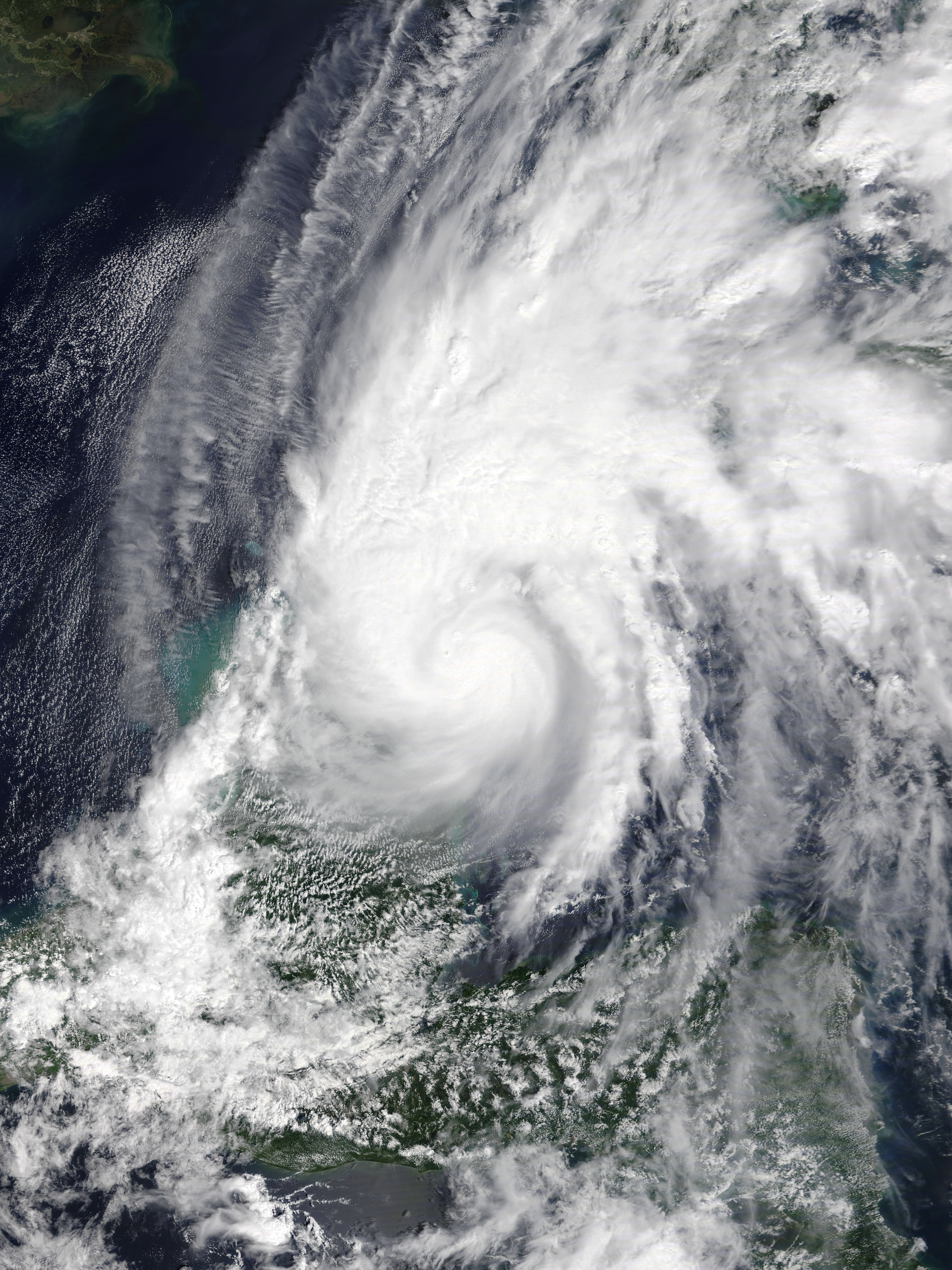
Furacão Gamma atingindo a península de Yucatán no pico de intensidade em 3 de outubro

- 06:00 UTC (2:00 EDT) em 17° 12′ N, 83° 54′ O  –  A Depressão Tropical Vinte e Cinco se forma a partir de uma onda tropical de cerca de 300 mi (485 km) sudeste de Cozumel, Quintana Roo.[34]
- 18:00 UTC (14:00 EDT) em 18° 24′ N, 85° 00′ O  –  A Depressão Tropical Vinte e Cinco se fortalece para se tornar a Tempestade Tropical Gama cerca de 140 mi (230 km) ao sul-sudeste de Cozumel.[34]

3 de outubro
- 16h45 UTC (11h45 CDT) em 20° 12′ N, 87° 24′ O  –  Tempestade tropical Gama atinge furacão categoria 1 e sua intensidade de pico com ventos máximos 121 km/h (75 mph) e uma pressão mínima de 978 mbar (28,88 inHg), ao atingir a costa perto de Tulum, Quintana Roo.[34]
- 18:00 UTC (13:00 CDT) em 20° 24′ N, 87° 30′ O  –  O furacão Gamma enfraquece para uma tempestade tropical no interior, cerca de 15 mi (25 km) ao norte-noroeste de Tulum.[34]

4 de outubro

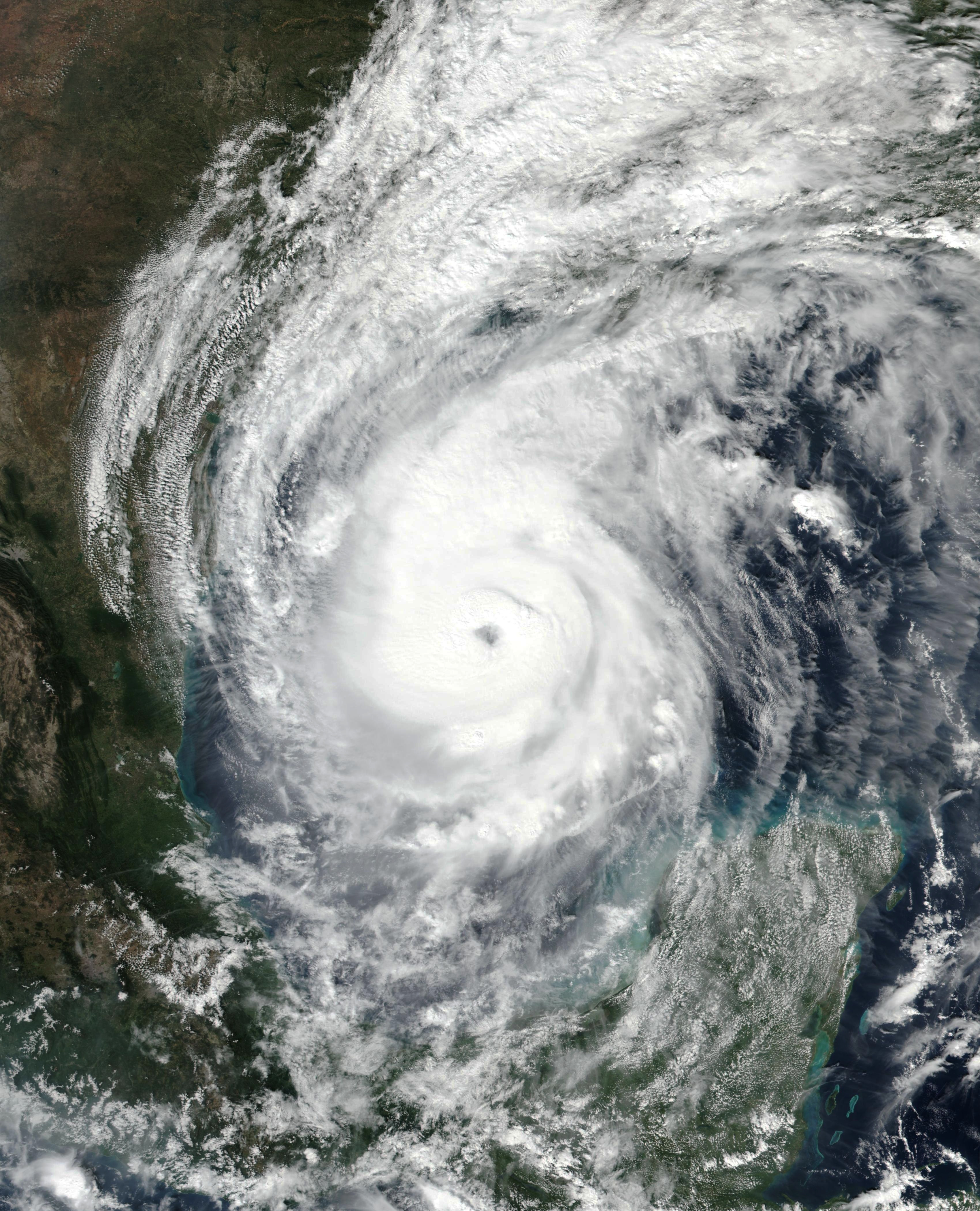
Furacão Delta se aproximando de seu pico secundário de intensidade em 8 de outubro

- 06:00 UTC (01:00 CDT) em 21° 48′ N, 88° 12′ O  –  A tempestade tropical Gamma surge sobre o Golfo do México com ventos de 80 km/h (50 mph), cerca de 100 mi (160 km) a oeste-noroeste de Cancún, Quintana Roo.[34]
- 18:00 UTC (13:00 CDT) em 22° 42′ N, 87° 42′ O  –  A tempestade tropical Gama atinge um pico secundário de velocidade do vento de 105 km/h (65 mph), cerca de 60 mi (90 km) ao norte-nordeste de Río Lagartos, Yucatán.[34]
- 18:00 UTC (14:00 EDT) em 16° 24′ N, 76° 12′ O  –  A Depressão Tropical Vinte e Seis se forma a partir de uma onda tropical a cerca de 105 milhas (165 km) ao sul de Kingston, Jamaica.[35]

5 de outubro
- 12h UTC (8h EDT) em 16° 24′ N, 78° 24′ O  –  A Depressão Tropical Vinte e Seis torna-se Delta da Tempestade Tropical cerca de 150 mi (240 km) ao sul-sudoeste de Montego Bay, Jamaica.[35]
- 18:00 UTC (13:00 CDT) em 22° 18′ N, 87° 54′ O  –  A tempestade tropical gama enfraquece para uma depressão tropical de cerca de 140 mi (225 km) ao norte-noroeste de Cozumel.[34]

6 de outubro
- 00:00 UTC (20:00 EDT, 5 de outubro) em 16° 36′ N, 79° 48′ O  –  Tempestade tropical Delta se torna uma furacão categoria 1 cerca de 180 mi (295 km) a sudoeste de Montego Bay.[35]
- 03:00 UTC (22:00 CDT, 5 de outubro) em 21° 36′ N, 88° 24′ O  –  A Depressão Tropical Gama atinge a costa perto de San Felipe, Yucatán, e sua circulação mais tarde se dissipa sobre a Península de Yucatán.[34]
- 12h UTC (8h EDT) em 17° 48′ N, 82° 00′ O  –  Furacão Delta reforça para categoria 3 intensidade cerca de 270 mi (435 km; 270 milhas) a oeste de Montego Bay.[35]
- 18:00 UTC (13:00 EDT) em 18° 30′ N, 83° 18′ O  –  O furacão Delta atinge seu pico de intensidade como furacão categoria 4 com ventos máximos de 230 km/h (140 mph) e uma pressão mínima de 953 mbar (28,14 inHg), cerca de 200 mi (325 km) ao sul da Ilha da Juventude, Cuba.[35]

7 de outubro
- 06:00 UTC (01:00 CDT) em 20° 06′ N, 85° 54′ O  –  Furacão Delta enfraquece para categoria 2 intensidade cerca de 70 mi (110 km) leste de Cozumel.[35]
- 10:30 UTC (5:30 CDT) em 20° 48′ N, 86° 54′ O  –  O furacão Delta faz seu primeiro landfall perto de Puerto Morelos, Quintana Roo, com ventos de cerca de 105 mph (169 km/h).[35]
- 18:00 UTC (13:00 CDT) em 20° 48′ N, 86° 54′ O  –  O furacão Delta surge sobre o Golfo do México com categoria 1 ventos estimados em cerca de 137 km/h (85 mph), cerca de 115 mi (185 km) a oeste de Cabo Catoche, Quintana Roo.[35]

8 de outubro
- 06:00 UTC (01:00 CDT) em 23° 00′ N, 91° 24′ O  –  Furacão Delta reforça para categoria 2 intensidade cerca de 485 mi (780 km) ao sul-sudeste da fronteira Texas-Louisiana.[35]
- 18:00 UTC (13:00 CDT) em 24° 30′ N, 93° 06′ O  –  O furacão Delta se fortalece novamente para uma furacão categoria 3 cerca de 345 mi (555 km) ao sul-sudeste da fronteira Texas-Louisiana.[35]

9 de outubro
- 00:00 UTC (19:00 CDT, 8 de outubro) em 25° 18′ N, 93° 30′ O  –  O furacão Delta atinge seu pico secundário de intensidade com ventos sustentados de 190 km/h (120 mph) e uma pressão central de 953 mbar (28.147 inHg), cerca de 305 mi (490 km) ao sul-sudeste da fronteira Texas-Louisiana.[35]
- 18:00 UTC (13:00 CDT) em 28° 42′ N, 93° 36′ O  –  Furacão Delta enfraquece para categoria 2 intensidade cerca de 70 mi (110 km) ao sul-sudeste da fronteira Texas-Louisiana.[35]
- 23:00 UTC (18:00 CDT) em 29° 48′ N, 93° 06′ O  –  O furacão Delta atinge a costa perto de Creole, Louisiana, com ventos máximos de cerca de 160 km/h (100 mph).[35]

10 de outubro
- 00:00 UTC (19:00 CDT, 9 de outubro) em 30° 00′ N, 93° 00′ O  –  Furacão Delta enfraquece para categoria 1 força no interior, cerca de 15 ; mi (25 km) norte-nordeste de Creole.[35]
- 06:00 UTC (01:00 CDT) em 31° 12′ N, 92° 18′ O  –  O furacão Delta enfraquece com intensidade de tempestade tropical cerca de 110 mi (175 km) a nordeste de Creole.[35]
- 18:00 UTC (13:00 CDT) em 33° 18′ N, 90° 36′ O  –  A tempestade tropical Delta torna-se extratropical sobre o oeste do Mississippi, cerca de 285 mi (455 km) a nordeste de Creole e, posteriormente, se dissipa.[35]

19 de outubro
- 06:00 UTC (2:00 AST) em 25° 30′ N, 55° 54′ O  –  Depressão tropical Vinte e Sete formas de uma baixa não tropical de cerca de 830 mi (1,340 km) leste das Bermudas.[36]
- 12h UTC (8h AST), em 25° 24′ N, 55° 36′ O  –  A Depressão Tropical Vinte e Sete se torna a Tempestade Tropical Epsilon por volta de 720 mi (1.155 km) a sudeste das Bermudas.[36]

21 de outubro
- 00:00 UTC (20:00 AST, 20 de outubro) em 28° 18′ N, 56° 18′ O  –  A tempestade tropical Epsilon se torna uma furacão categoria 1 cerca de 580 mi (935 km) leste-sudeste das Bermudas.[36]
- 12h UTC (8h AST) em 28° 54′ N, 58° 42′ O  –  Furacão Epsilon aumenta para categoria 2 intensidade, cerca de 425 mi (685 km) leste-sudeste das Bermudas.[36]
- 18:00 UTC (14:00 AST) em 29° 18′ N, 59° 36′ O  –  Furacão Epsilon aumenta para categoria 3 intensidade, cerca de 365 mi (585 km) leste-sudeste das Bermudas.[36]

22 de outubro
- 00:00 UTC (20:00 AST, 21 de outubro) em 29° 30′ N, 60° 24′ O  –  O Furacão Epsilon atinge o pico de intensidade com ventos máximos de 115 mph (185 km/h) e uma pressão mínima de 952 mbar (28,11 inHg) enquanto cerca de 345 mi (555 km), a sudeste das Bermudas.[36]
- 06:00 UTC (2:00 AST) em 30° 12′ N, 60° 54′ O  –  Furacão Epsilon enfraquece para categoria 2 intensidade, cerca de 285 mi (460 km) leste-sudeste das Bermudas.[36]
- 12h UTC (8h AST) em 30° 48′ N, 61° 18′ O  –  Furacão Epsilon enfraquece para categoria 1 intensidade, cerca de 235 mi (385 km) leste-sudeste das Bermudas.[36]

24 de outubro
- 12h UTC (8h EDT) em 18° 24′ N, 82° 36′ O  –  A Depressão Tropical Vinte e Oito se forma a partir da combinação de uma onda tropical e um vale médio de cerca de 70 mi (110 km) sudoeste de Grand Cayman.[37]

25 de outubro
- 00:00 UTC (20:00 EDT, 24 de outubro) em 18° 00′ N, 83° 12′ O  –  A Depressão Tropical Vinte e Oito se transforma em Tempestade Tropical Zeta, cerca de 270 mi (435 km) leste-sudeste de Cozumel, Quintana Roo.[37]
- 18:00 UTC (14:00 AST) em 45° 00′ N, 46° 54′ O  –  O furacão Epsilon enfraquece a força de tempestade tropical cerca de (320 mi (513 km) a sudeste de Cape Race, Newfoundland.[36]

26 de outubro
- 06:00 UTC (06:00 GMT} em 49° 30′ N, 34° 42′ O  –  A tempestade tropical Epsilon torna-se extratropical por volta de 565 mi (910 km) a leste de Cape Race, Newfoundland e, mais tarde, funde-se com uma baixa extratropical maior.[36]
- 06:00 UTC (2:00 EDT) em 18° 30′ N, 84° 06′ O  –  Tempestade tropical Zeta reforça para categoria 1 intensidade, cerca de 230 mi (370 km) sudeste de Cozumel.[37]

27 de outubro
- 15:55 UTC (10:55 pm CDT, 26 de outubro) em 20° 24′ N, 87° 24′ O  –  O furacão Zeta atinge a costa perto de Ciudad Chemuyil, Quintana Roo, com uma intensidade estimada de 85 mph (137 km/h).[37]
- 12h UTC (7h CDT) em 21° 18′ N, 89° 00′ O  –  O furacão Zeta se torna uma tempestade tropical no interior de cerca de 120 mi (195 km) a noroeste de Ciudad Chemuyil e, em seguida, emerge sobre o sul do Golfo do México naquela manhã.[37]

28 de outubro
- 06:00 UTC (01:00 CDT) em 24° 24′ N, 91° 30′ O  –  A tempestade tropical Zeta novamente se torna uma furacão categoria 1, cerca de 395 mi (640 km) ao sul de New Orleans, Louisiana.[37]
- 18:00 UTC (13:00 CDT) em 28° 00′ N, 91° 06′ O  –  Furacão Zeta aumenta para categoria 2 intensidade, cerca de 150 mi (240 km) ao sul-sudoeste de New Orleans.[37]
- 21:00 UTC (16:00 CDT) em 29° 12′ N, 90° 36′ L  –  Furacão Zeta se torna uma furacão categoria 3 e atinge seu pico de intensidade, com ventos máximos sustentados de 115 mph (185 km/h) e uma pressão barométrica mínima de 970 mbar (28,65 inHg), ao mesmo tempo em que faz seu segundo landfall perto de Cocodrie, Louisiana.[37]

29 de outubro
- 00:00 UTC (19:00 CDT, 28 de outubro) em 30° 12′ N, 89° 54′ O  –  Furacão Zeta enfraquece para categoria 2 intensidade no interior cerca de 15 mi (30 km) ao norte-nordeste de New Orleans.[37]
- 06:00 UTC (01:00 CDT) em 32° 48′ N, 87° 30′ O  –  O furacão Zeta enfraquece para uma tempestade tropical de cerca de 30 mi (45 km) ao sul de Tuscaloosa, Alabama.[37]
- 18:00 UTC (14:00 EDT) em 37° 48′ N, 78° 12′ O  –  A tempestade tropical Zeta se transforma em um ciclone pós-tropical sobre o centro da Virgínia e, mais tarde, se dissipa.[37]

31 de outubro
- 18:00 UTC (14:00 EDT) em 14° 54′ N, 72° 24′ O  –  A depressão tropical vinte e nove formas cerca de 105 mi (165 km) ao sul de Pedernales, República Dominicana.[38]

### novembro
1 de Novembro
- 00:00 UTC (20:00 EDT 31 de outubro) em 14° 54′ N, 73° 36′ O  –  A Depressão Tropical Vinte e Nove se transforma em Tempestade Tropical Eta cerca de 300 mi (480 km) a sudeste de Kingston, Jamaica.[38]

2 de novembro
- 06:00 UTC (01:00 EST ) em 14° 54′ N, 80° 24′ O  –  A tempestade tropical Eta se torna um furacão por volta de 310 mi (500 km) ao sul de Grand Cayman.[38]
- 12h UTC (7h EST) em 14° 48′ N, 81° 12′ O  –  Furacão Eta aumenta para categoria 2 intensidade, cerca de 140 mi (225 km) a leste de Cabo Gracias a Dios, na fronteira entre Honduras e Nicarágua.[38]
- 15:00 UTC (10:00 EST) em 14° 48′ N, 81° 30′ O  –  Furacão Eta aumenta para categoria 3 intensidade, cerca de 115 mi (185 km) a leste de Cabo Gracias a Dios.[38]
- 18:00 UTC (13:00 EST) em 14° 42′ N, 82° 00′ O  –  Furacão Eta aumenta para categoria 4 intensidade, cerca de 85 mi (135 km) a leste de Cabo Gracias a Dios.[38]

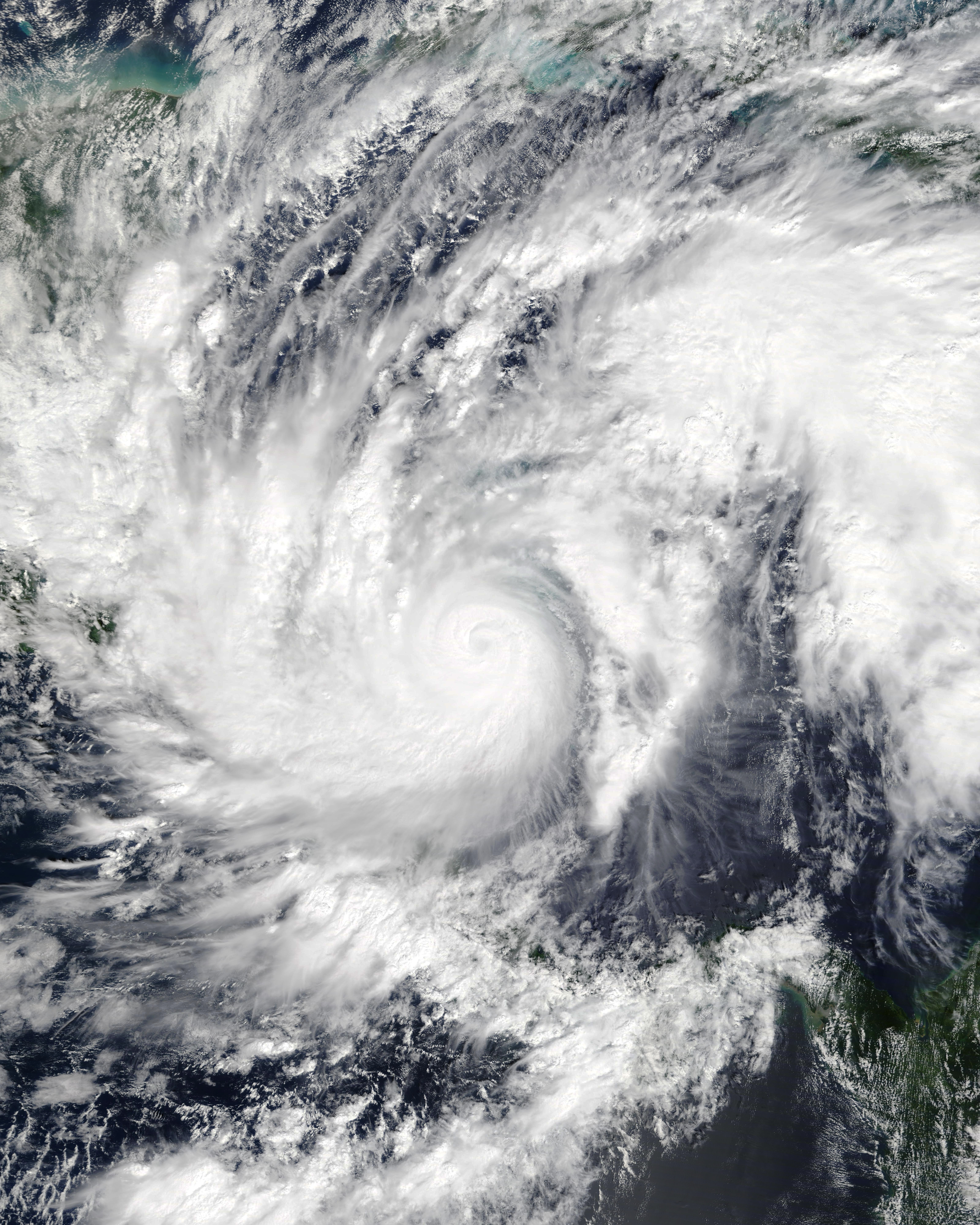
Furacão Eta pouco antes da chegada da Nicarágua em 3 de novembro

- 00:00 UTC (19:00 EST, 2 de novembro) em 14° 18′ N, 82° 30′ O  –  O furacão Eta atinge ventos sustentados máximos de 240 km/h (150 mph) e uma pressão central mínima de 929 mbar (27,43 inHg), cerca de 65 mi (100 km) leste-sudeste de Puerto Cabezas, Nicarágua.[38]
- 06:00 UTC (01:00 EST) em 14° 00′ N, 82° 48′ O  –  O furacão Eta atinge seu pico de intensidade quando sua pressão mínima cai para 922 mbar (27,23 inHg), cerca de 40 mi (65 km) a leste de Puerto Cabezas.[38]
- 21:00 UTC (16:00 EST) em 13° 48′ N, 83° 30′ O  –  O furacão Eta atinge o continente cerca de 15 mi (30 km) sul-sudoeste de Puerto Cabezas, com ventos máximos sustentados de 230 km/h (140 mph).[38]

4 de novembro
- 00:00 UTC (19:00 EST, 3 de novembro) em 13° 48′ N, 83° 42′ O  –  Furacão Eta enfraquece para categoria 2 intensidade cerca de 25 mi (40 km) ao sudoeste de Puerto Cabezas.[38]
- 12h UTC (7h EST) em 13° 48′ N, 84° 54′ O  –  O furacão Eta se torna uma tempestade tropical de cerca de 100 mi (155 km) oeste-sudoeste de Puerto Cabezas.[38]

5 de novembro
- 00:00 UTC (18:00 CST, 4 de novembro) em 14° 00′ N, 86° 00′ O  –  A tempestade tropical Eta enfraquece para uma depressão tropical de cerca de 80 mi (130 km) a leste de Tegucigalpa, Honduras.[38]
- 06:00 UTC (12:00 CST) às14° 12′ N, 86° 42′ O  –  A Depressão Tropical Eta degenera para um distúrbio de cerca de 35 mi (55 km) a leste de Tegucigalpa. [nb 9][38]

6 de novembro
- 00:00 UTC (18:00 CST, 5 de novembro) em 16° 12′ N, 87° 48′ O  –  Remanescentes de Eta emergem sobre o Golfo de Honduras, cerca de 65 mi 100 km) a oeste-noroeste de La Ceiba, Honduras.[38]
- 06:00 UTC (12:00 CST) em 16° 42′ N, 87° 36′ O  –  Remanescentes de Eta se desenvolvem novamente em uma depressão tropical, cerca de 100 mi (160 km) oeste-noroeste de La Ceiba.[38]

7 de novembro
- 06:00 UTC (12:00 EST) em 18° 12′ N, 85° 06′ O  –  Tropical Depression Eta recupera status de tempestade tropical, cerca de 310 mi (500 km) oeste-sudoeste de Grand Cayman.[38]

8 de novembro
- 09:00 UTC (4:00 EST) em 21° 30′ N, 79° 18′ O  –  A tempestade tropical Eta atinge o continente cerca de 30 mi (45 km) sul-sudeste de Sancti Spíritus, Cuba, com ventos de 105 km/h (65 mph).[38]
- 15:00 UTC (10:00 EST) em 22° 30′ N, 79° 12′ O  –  A tempestade tropical Eta surge na costa norte de Cuba cerca de 55 mi (90 km) a oeste de Cunagua, Cuba.[38]

9 de novembro
- 04:00 UTC (23:00 EST 8 de novembro) em 24° 54′ N, 80° 42′ O  –  A tempestade tropical Eta atinge a costa em Florida Keys perto de Lower Matecumbe Key, cerca de 30 mi (45 km) leste-nordeste de Marathon, Flórida, em seguida, move-se para oeste no Golfo do México.[38]

10 de novembro
- 00:00 UTC (12:00 GMT) em 28° 48′ N, 41° 00′ O  –  Tempestade subtropical Theta se forma a partir de uma baixa extratropical de cerca de 985 mi (1,585 km) sudoeste dos Açores.[39]
- 12:00 UTC (12:00 GMT) em 28° 54′ N, 38° 00′ O  –  A tempestade subtropical Theta atinge uma velocidade máxima do vento de 110 km/h (70 mph) cerca de 930 mi (1.500 km) a sudoeste dos Açores.[39]
- 18:00 UTC (18:00 GMT) em 29° 00′ N, 36° 42′ O  –  A tempestade subtropical Theta transita para uma tempestade tropical e atinge uma pressão mínima de 987 mbar (29,15 inHg), cerca de 870 mi (1.400 km) a sudoeste dos Açores.[39]

11 de novembro
- 12h UTC (7h EST) em 25° 48′ N, 83° 54′ O  –  A tempestade tropical Eta se fortalece e se transforma em furacão e, simultaneamente, atinge seu segundo pico de velocidade do vento de 121 km/h (75 mph), cerca de 165 mi (270 km) a sudoeste de Clearwater, Flórida.[38]
- 18:00 UTC (13:00 EST) em 26° 48′ N, 83° 42′ O  –  O furacão Eta se torna uma tempestade tropical, cerca de 100 mi (155 km) a sudoeste de Clearwater.[38]

12 de novembro
- 09:00 UTC (4:00 EST) em 29° 12′ N, 82° 54′ O  –  A tempestade tropical Eta atinge o continente cerca de 5 mi (10 km) a leste de Cedar Key, Flórida, com ventos sustentados máximos de 80 km/h (50 mph).[38]
- 18:00 UTC (13:00 EST) em 30° 54′ N, 81° 18′ O  –  A tempestade tropical Eta emerge no Oceano Atlântico a cerca de 40 mi (65 km) ao norte-nordeste de Jacksonville, Flórida.[38]

13 de novembro
- 09:00 UTC (4:00 EST) em 33° 18′ N, 76° 48′ O  –  A tempestade tropical Eta se torna uma baixa extratropical de cerca de 85 mi (135 km) a sudeste de Wilmington, Carolina do Norte, e mais tarde é absorvido por outra baixa extratropical.[38]
- 12h UTC (7h EST) em 14° 24′ N, 73° 42′ O  –  A Depressão Tropical Trinta e Um se forma a partir de uma onda tropical no sul do Caribe, cerca de 185 mi (298 km) noroeste de Aruba.[40]
- 18:00 UTC (13:00 EST) em 14° 00′ N, 74° 06′ O  –  Depressão tropical trinta e um se transforma em tempestade tropical Iota cerca de 330 mi (530 km) ao sul-sudeste de Kingston, Jamaica.[40]

15 de novembro
- 06:00 UTC (06:00 GMT) em 31° 36′ N, 18° 30′ O  –  A tempestade tropical Theta enfraquece para uma depressão tropical de cerca de 120 mi (190 km) sudoeste da Ilha da Madeira.[39]
- 06:00 UTC (01:00 EST) em 13° 00′ N, 77° 06′ O  –  A tempestade tropical Iota se transforma em um furacão cerca de 290 mi (465 km) ao sudeste da Ilha de Providencia, Colômbia.[40]
- 12:00 UTC (12:00 GMT) em 31° 24′ N, 18° 18′ O  –  Depressão tropical Theta degenera para um remanescente baixo cerca de 605 mi (970 km) a sudeste dos Açores, e depois se dissipa.[39]

Loop de satélite do furacão Iota se fortalecendo rapidamente para perto do pico de intensidade ao se aproximar da Nicarágua em 16 de novembro

- 00:00 UTC (19:00 EST, 15 de novembro) em 13° 12′ N, 79° 48′ O  –  Furacão Iota atinge categoria 2 força cerca de 110 mi (175 km) leste-sudeste da Ilha de Providencia.[40]
- 06:00 UTC (01:00 EST) em 13° 24′ N, 80° 42′ O  –  O furacão Iota rapidamente se intensifica para a categoria 4 força cerca de 45 mi (70 km) leste-nordeste da Ilha de Providencia.[40]
- 12h UTC (7h EST) em 13° 30′ N, 81° 30′ O  –  O furacão Iota atinge seu pico de intensidade com ventos máximos de 249 km/h (155 mph) e uma pressão mínima de 917 mbar (27,08 inHg), cerca de 25 mi (35 km) a noroeste da Ilha de Providencia.[40]

17 de novembro
- 15:40 UTC (10:40 pm EST, 16 de novembro) em 13° 36′ N, 83° 30′ O  –  O furacão Iota atinge a costa perto de Haulover, Nicarágua, cerca de 25 mi (35 km) ao sul de Puerto Cabezas, com ventos sustentados de 233 km/h (145 mph).[40]
- 06:00 UTC (01:00 EST) em 13° 42′ N, 83° 48′ O  –  Furacão Iota enfraquece para categoria 3 força cerca de 40 mi (60 km) ao sudoeste de Puerto Cabezas.[40]
- 12h UTC (7h EST) em 13° 42′ N, 84° 48′ O  –  Furacão Iota enfraquece para categoria 1 força cerca de 90 mi (145 km) oeste-sudoeste de Puerto Cabezas.[40]
- 18:00 UTC (12:00 CST) em 13° 42′ N, 85° 42′ O  –  O furacão Iota se torna uma tempestade tropical sobre o oeste da Nicarágua, cerca de 105 mi (160 km) a leste de Tegucigalpa, Honduras.[40]

18 de novembro
- 12h UTC (6h CST) em 13° 42′ N, 89° 00′ O  –  A tempestade tropical Iota enfraquece para uma depressão tropical de cerca de 15 mi (20 km) a leste de San Salvador, El Salvador, e depois se dissipa.[40]

30 de novembro
- A temporada de furacões no oceano Atlântico de 2020 termina oficialmente.[2]